# Bassin versant de l'étang des Landes
Le site bassin versant de l'étang des Landes est une zone naturelle d'intérêt écologique, faunistique et floristique (ZNIEFF) française du département de la Creuse, en région Nouvelle-Aquitaine.

## Situation
Dans le quart nord-est du département de la Creuse, le site « bassin versant de l'étang des Landes », s'étend sur 30,52 km2, sur le territoire de six communes : principalement Lussat (51 %) et Saint-Loup (36 %), et de façon beaucoup plus limitée Tardes (5,5 %), Saint-Julien-le-Châtel (4,5 %), Le Chauchet (2,2 %) et Gouzon (0,4 %).
Au sud-ouest du petit bourg de Lussat, entre 375 et 430 mètres d'altitude, la zone est composée d'étangs, de zones humides et de bois. Elle inclut entièrement le territoire de quatre ZNIEFF de type 1 : le « bois des Landes », l'« étang de la Bastide », l'« étang des Landes » et l'« étang Tête de Bœuf », ainsi que celui de deux zones Natura 2000 : la zone de protection spéciale « étang des Landes » et la zone spéciale de conservation (ZSC) « bassin de Gouzon ».

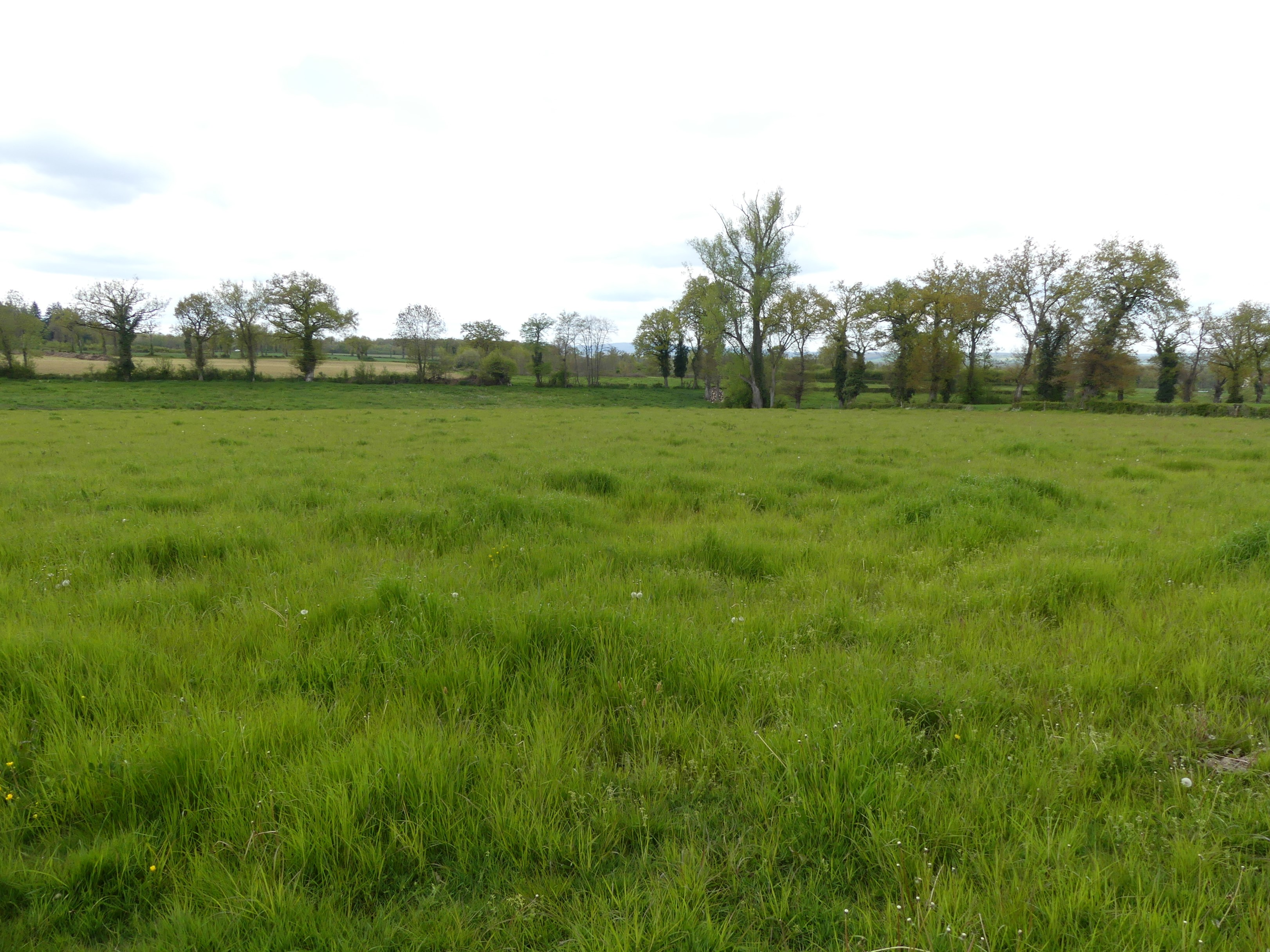
Paysage au lieu-dit les Bouiges, Le Chauchet.
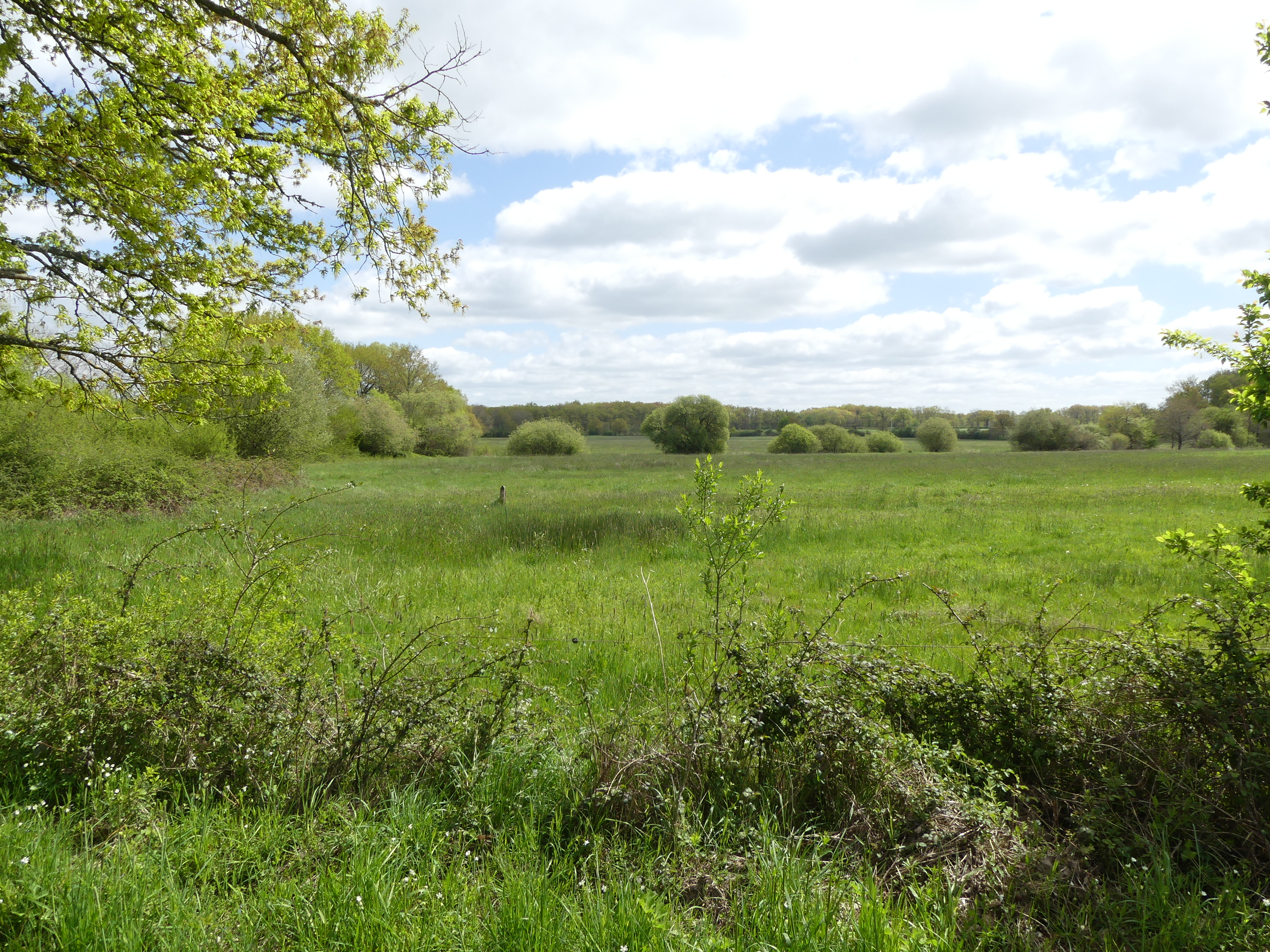
Paysage à proximité de la fontaine de l'Ermite, Lussat.
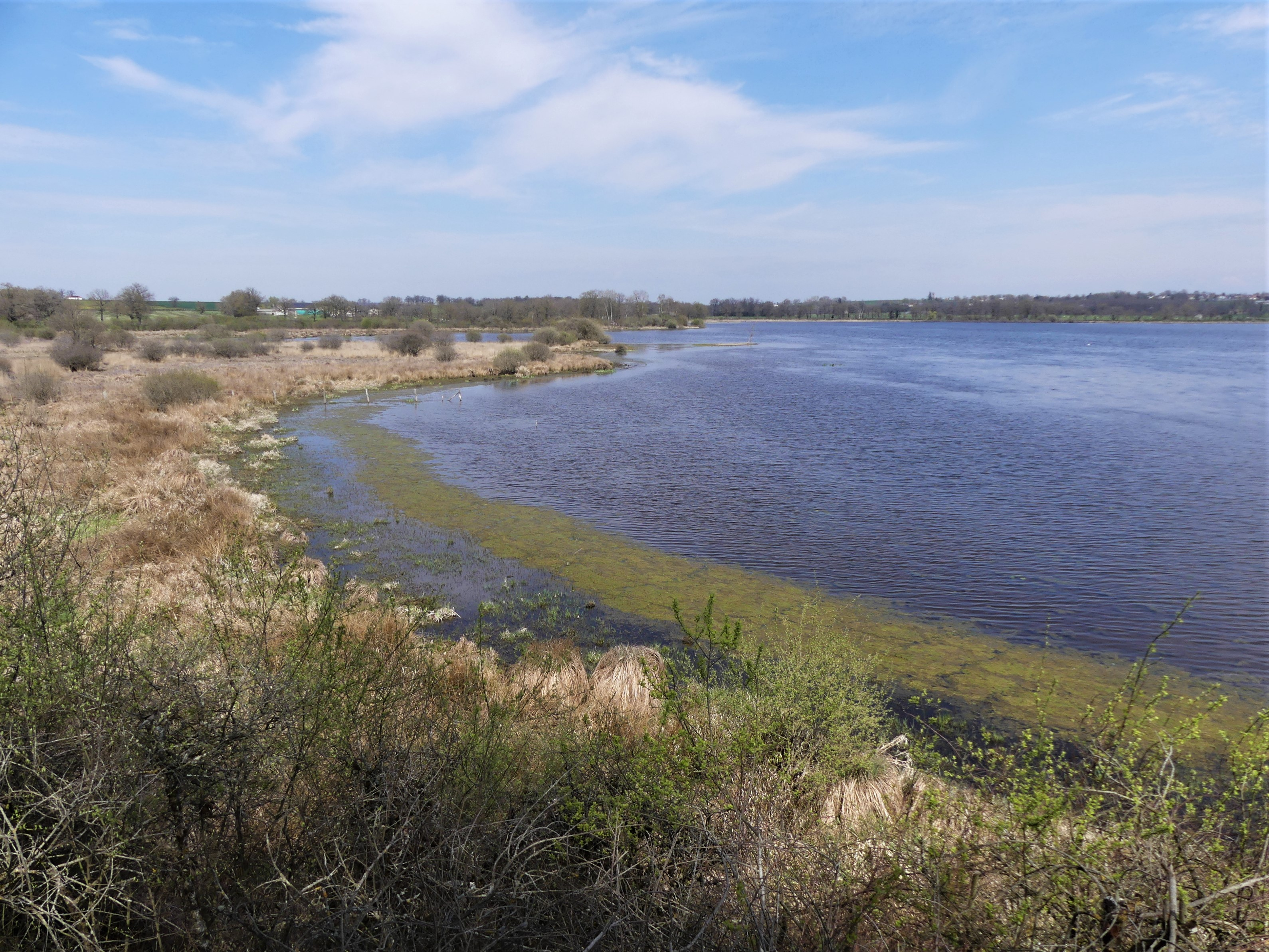
L’étang des Landes vu depuis le Grand Affût.
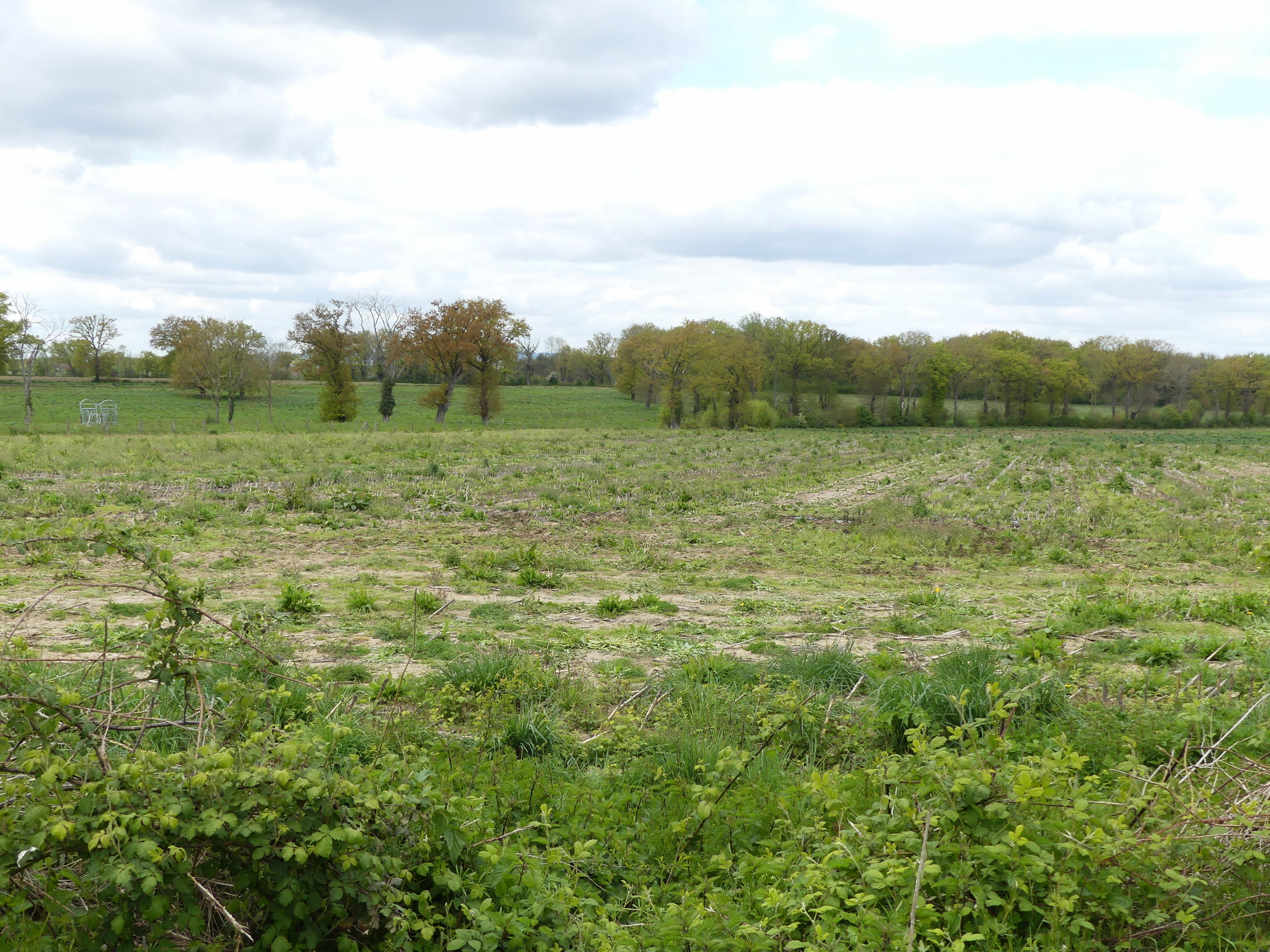
Paysage au lieu-dit la Jarrige, Saint-Loup.
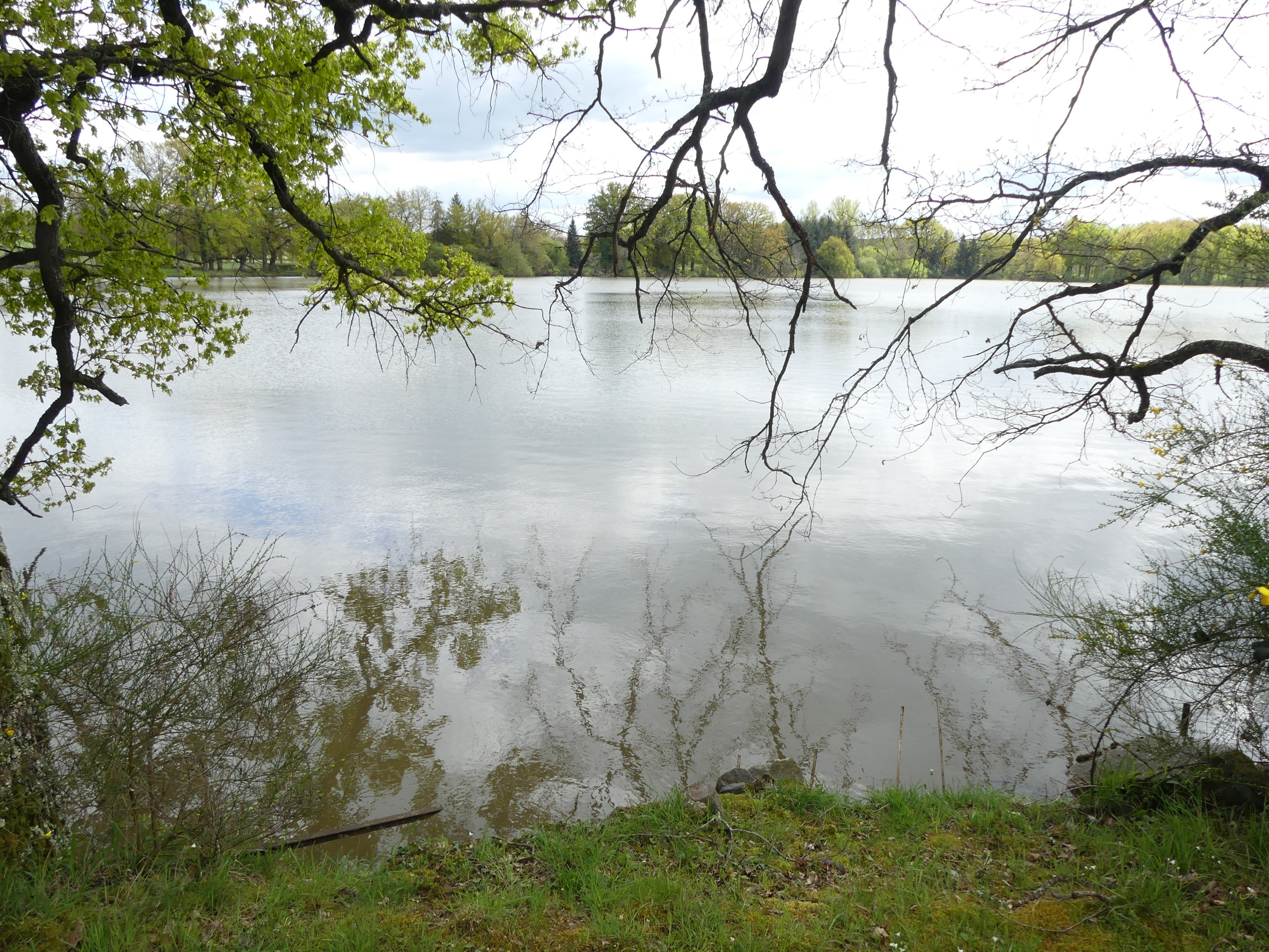
L’étang de Poutinchoux à Tardes.

## Description
Le site « bassin versant de l’étang des Landes » est une zone naturelle d'intérêt écologique, faunistique et floristique (ZNIEFF) — un espace naturel inventorié en raison de son caractère remarquable — de type 2, c'est-à-dire que c'est un grand ensemble naturel riche, ou peu modifié, qui offre des potentialités biologiques importantes.
Des recensements y ont été effectués aux niveaux faunistique et floristique de 1999 à 2012.

## Habitats
Quinze habitats déterminants sont présents sur le site : les bois marécageux d'Aulne, de Saule et de Myrte des marais, les chênaies acidiphiles, les chênaies-charmaies, les communautés à grandes Laîches, les communautés amphibies, les eaux douces stagnantes, les eaux eutrophes, les forêts marécageuses de Bouleaux et de Conifères, les formations riveraines de Saules, les landes humides, les prairies à Molinie acidiphiles, les prairies humides eutrophes, les roselières, les végétations aquatiques et les voiles des cours d'eau.
Vingt-quatre autres habitats — non déterminants — en font également partie : les bocages, les bois marécageux d'Aulnes, les bordures de haies, les cariçaies à Carex elata, les cariçaies à Carex vesicaria, les colonies d'Utriculaires, les communautés amphibies pérennes septentrionales, les communautés de Prêles d'eau, les communautés à Reine des prés et communautés associées, les couvertures de Lemnacées, les fourrés médio-européens sur sol fertile, les jonchaies hautes, les landes à Fougères, les landes médio-européennes à Cytisus scoparius, les pâtures mésophiles, les pelouses atlantiques à Nard raide et groupements apparentés, les phragmitaies, les prairies à Jonc acutiflore, les prairies humides et mégaphorbiaies, les saussaies marécageuses, les tapis de Nénuphars, les typhaies, la végétation à Phalaris arundinacea et les zones rudérales.
En périphérie de la ZNIEFF se trouvent des bocages, des chênaies-charmaies, des cultures, des eaux douces stagnantes et des prairies humides et mégaphorbiaies.

## Faune

### Espèces animales déterminantes
Soixante-treize espèces déterminantes d'animaux ont été répertoriées sur cette ZNIEFF :
- deux amphibiens en 2000 et 2001, le Crapaud calamite (Epidalea calamita) et le Triton crêté (Triturus cristatus) ;
- quatorze insectes de 1999 à 2011 : dont un coléoptère en 2011, Bembidion latiplaga (pl) et treize libellules entre 1999 et 2010 : l'Æschne affine (Aeshna affinis), l'Æschne isocèle (Aeshna isoceles), l'Æschne printanière (Brachytron pratense ), l'Agrion à fer de lance (Coenagrion hastulatum), l'Anax napolitain (Anax parthenope), la Cordulie à deux taches (Epitheca bimaculata), la Cordulie métallique (Somatochlora metallica), le Leste des bois (Lestes dryas), le Leste sauvage (Lestes barbarus), le Leste verdoyant (Lestes virens), le Sympétrum commun (Sympetrum vulgatum), le Sympétrum jaune d'or (Sympetrum flaveolum), le Sympétrum méridional (Sympetrum meridionale) ;
- six mammifères de 2000 à 2008 : la Barbastelle d'Europe (Barbastella barbastellus), le Campagnol amphibie (Arvicola sapidus), le Crossope aquatique (Neomys fodiens), la Loutre d'Europe (Lutra lutra), le Murin de Bechstein (Myotis bechsteinii), et la Noctule commune (Nyctalus noctula) ;
- cinquante oiseaux de 2000 à 2012 : l'Aigle botté (Hieraaetus pennatus), l'Autour des palombes (Accipiter gentilis), le Bec-croisé des sapins (Loxia curvirostra), la Bergeronnette printanière (Motacilla flava), le Bihoreau gris (Nycticorax nycticorax), la Bondrée apivore (Pernis apivorus), la Bouscarle de Cetti (Cettia cetti), le Bruant des roseaux (Emberiza schoeniclus), le Bruant ortolan (Emberiza hortulana), le Bruant proyer (Emberiza calandra), le Busard Saint-Martin (Circus cyaneus), le Butor étoilé (Botaurus stellaris), le Canard chipeau (Mareca strepera), le Canard souchet (Spatula clypeata), le Circaète Jean-le-Blanc (Circaetus gallicus), la Cisticole des joncs (Cisticola juncidis), le Corbeau freux (Corvus frugilegus), le Crabier chevelu (Ardeola ralloides), l'Engoulevent d'Europe (Caprimulgus europaeus), le Faucon pèlerin (Falco peregrinus), le Fuligule milouin (Aythya ferina), le Fuligule morillon (Aythya fuligula), le Grand Corbeau (Corvus corax), la Grive litorne (Turdus pilaris), le Héron pourpré (Ardea purpurea), l'Hirondelle de rivage (Riparia riparia), la Locustelle luscinioïde (Locustella luscinioides), la Locustelle tachetée (Locustella naevia), la Marouette ponctuée (Porzana porzana), la Mésange boréale (Poecile montanus), le Milan royal (Milvus milvus), l'Œdicnème criard (Burhinus oedicnemus), la Perdrix grise (Perdix perdix), le Petit Gravelot (Charadrius dubius), le Phragmite des joncs (Acrocephalus schoenobaenus), le Pic mar (Dendrocoptes medius), le Pic noir (Dryocopus martius), la Pie-grièche grise (Lanius excubitor), le Pigeon colombin (Columba oenas), le Pipit farlouse (Anthus pratensis), le Râle d'eau (Rallus aquaticus), la Rousserolle effarvatte (Acrocephalus scirpaceus), la Rousserolle turdoïde (Acrocephalus arundinaceus), la Sarcelle d'été (Spatula querquedula), la Sarcelle d'hiver (Anas crecca), le Tarier des prés (Saxicola rubetra), le Tarin des aulnes (Spinus spinus), le Torcol fourmilier (Jynx torquilla), le Traquet motteux (Oenanthe oenanthe) et le Vanneau huppé (Vanellus vanellus) ;
- un reptile en 2002, le Lézard des souches (Lacerta agilis).

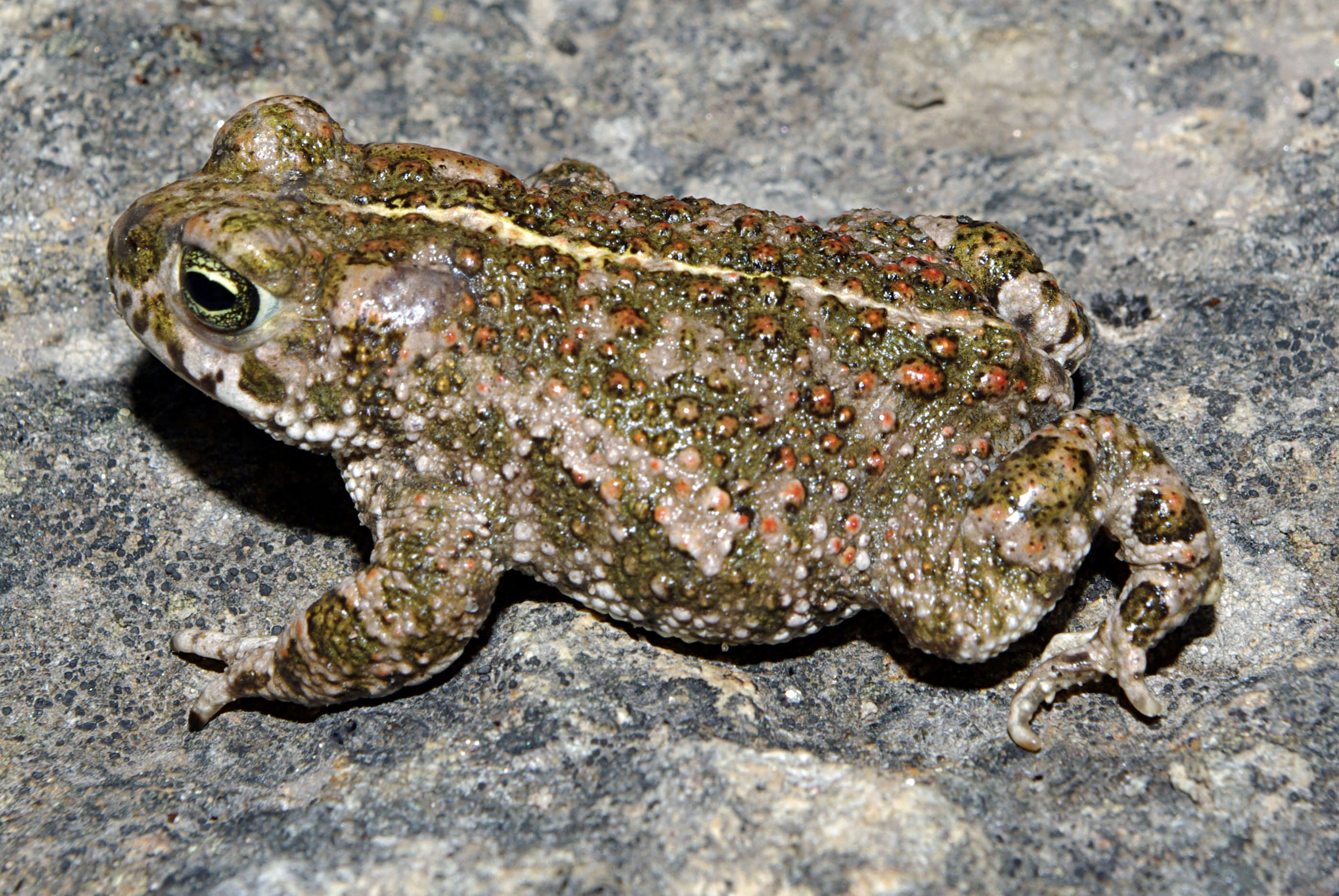
Crapaud calamite.
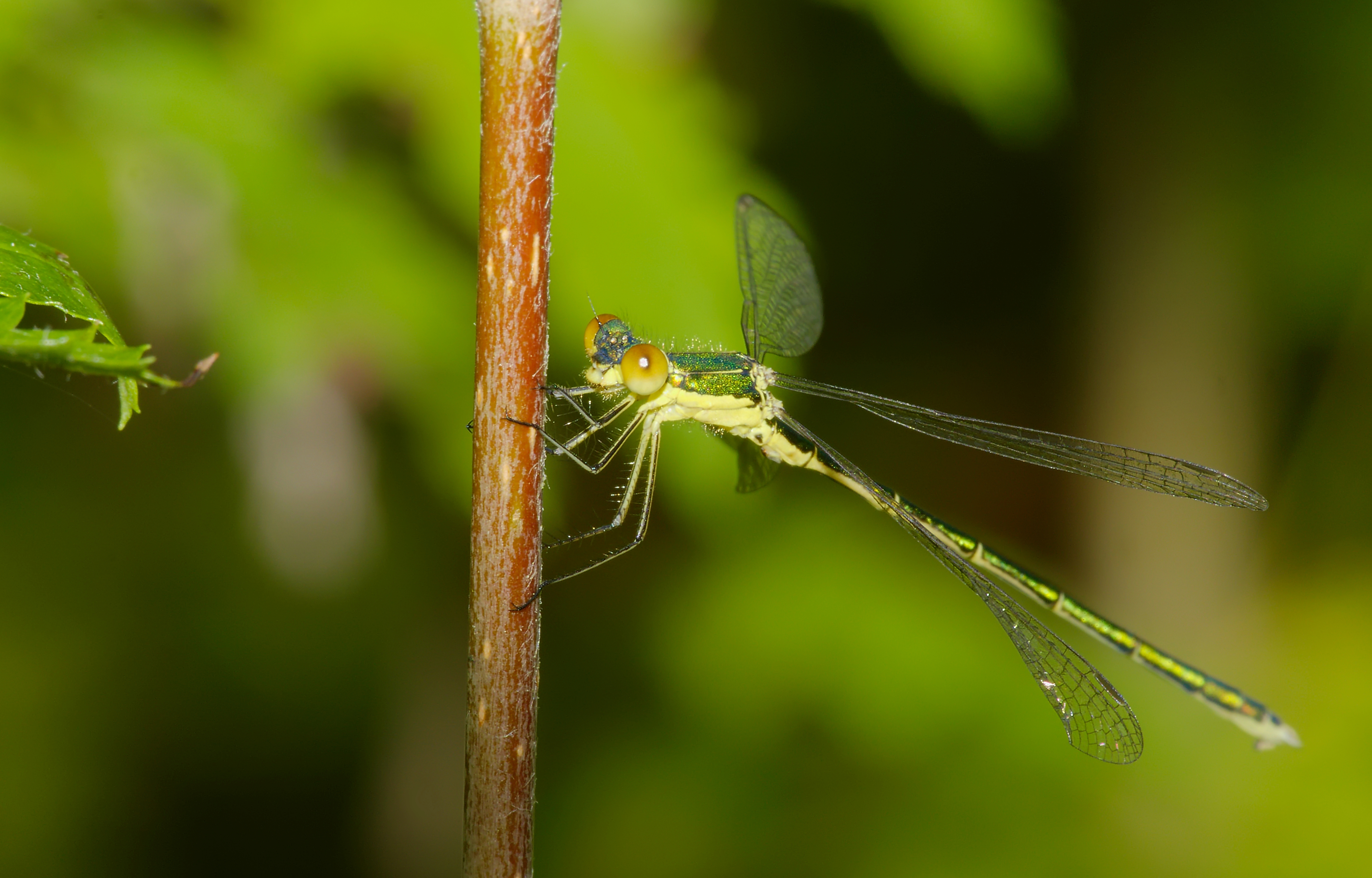
Leste verdoyant.
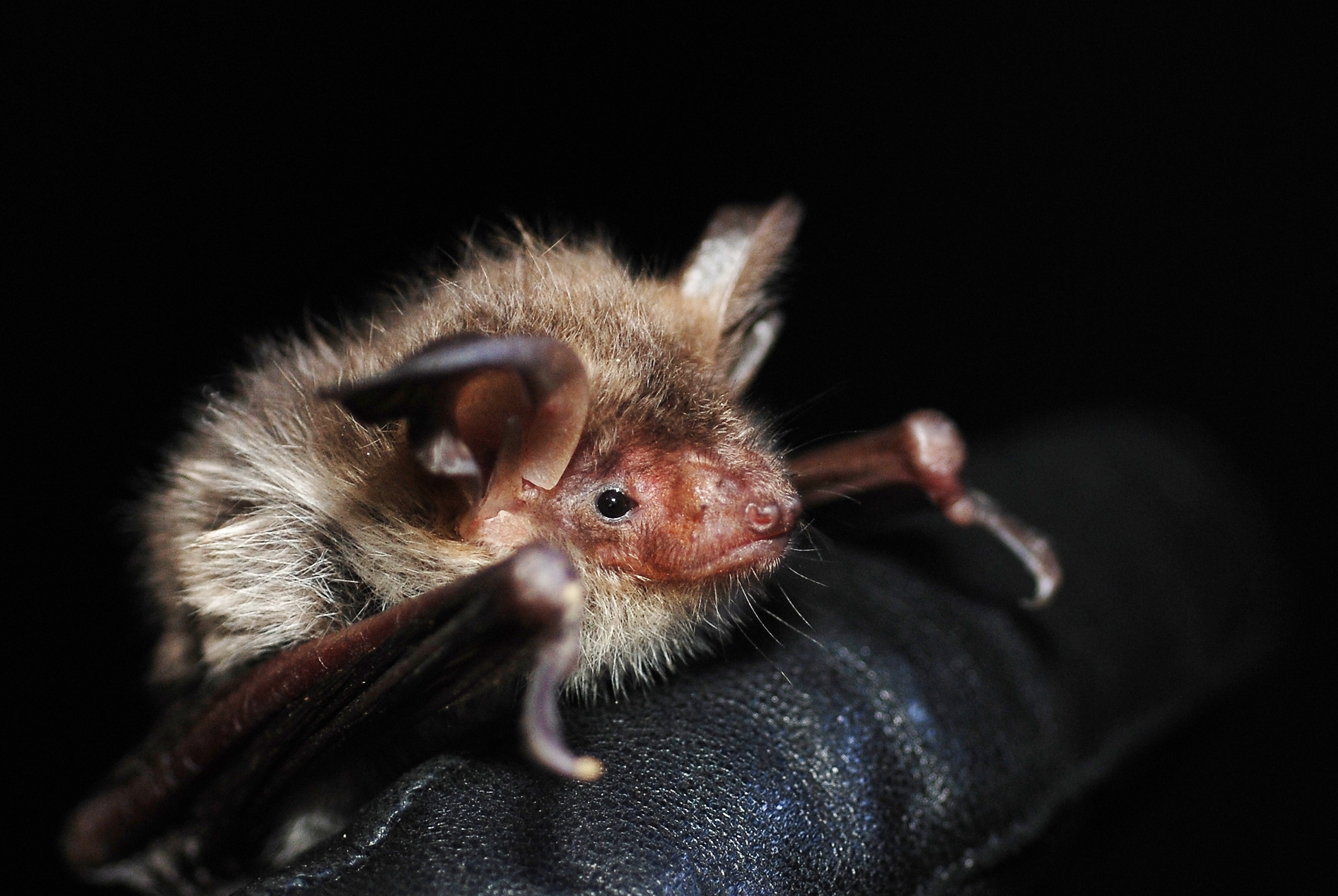
Tête de Murin de Bechstein.
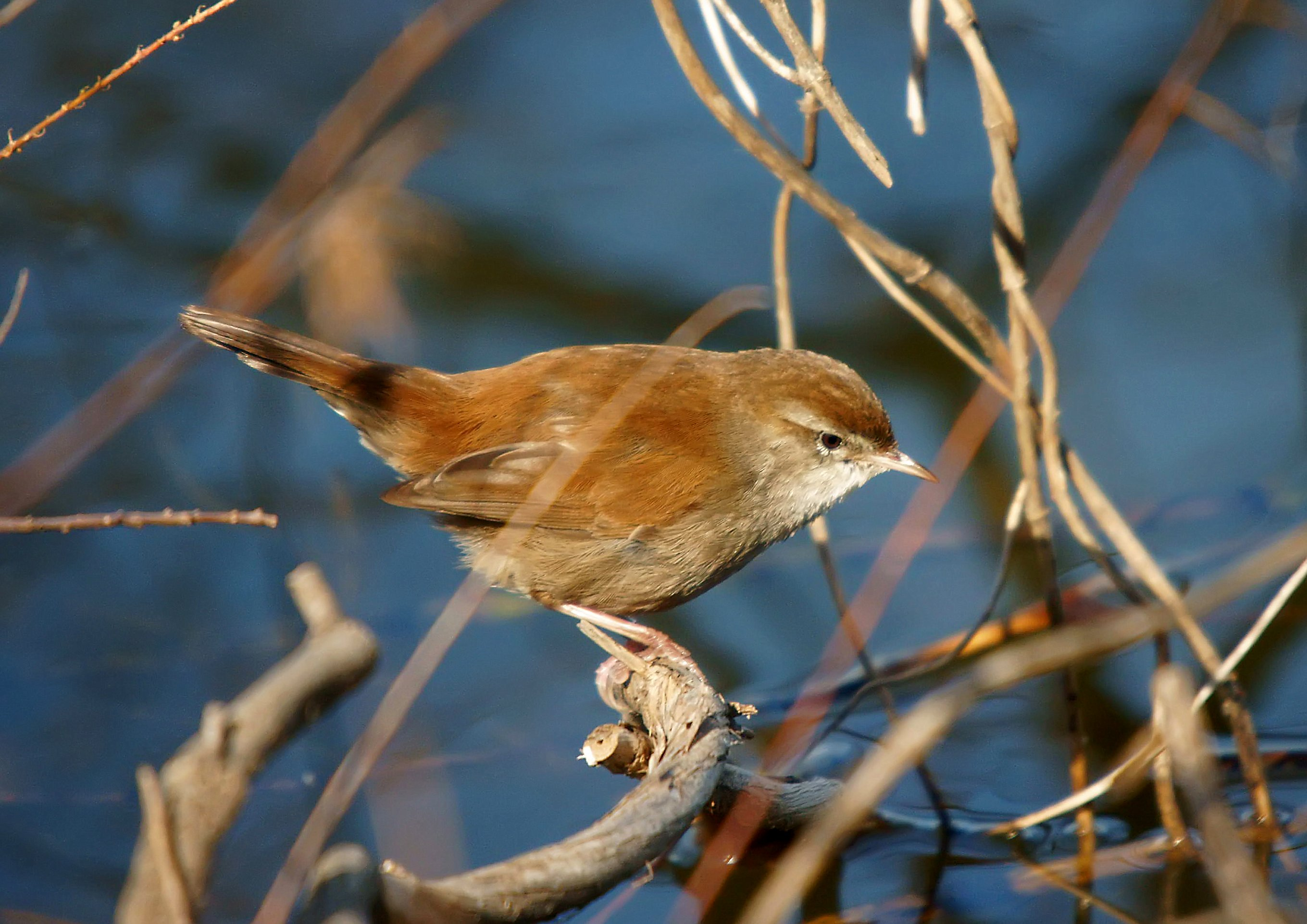
Bouscarle de Cetti.
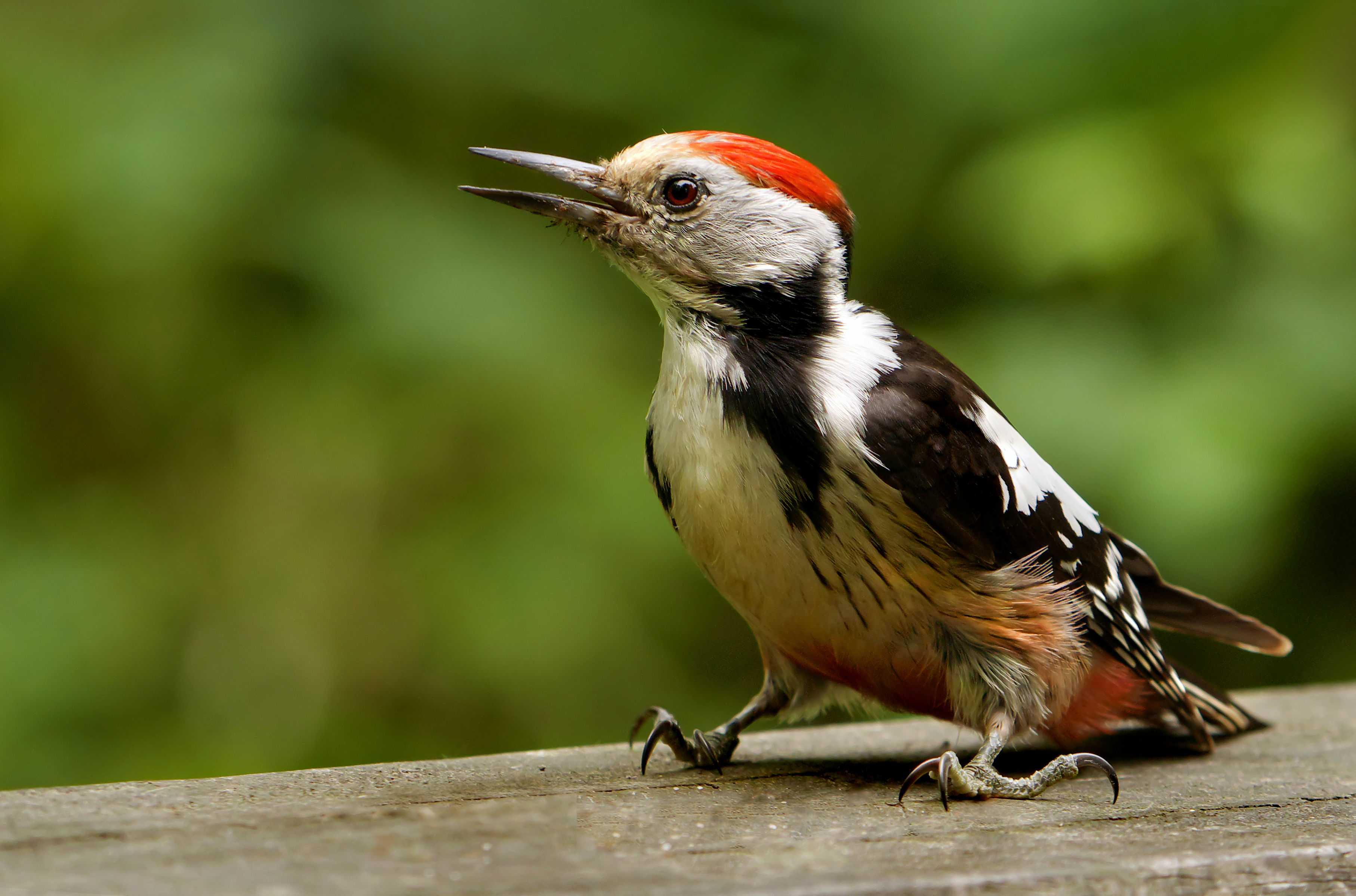
Pic mar.

### Autres espèces animales
Trente-trois autres espèces animales y ont été recensées :
- 32 insectes Odonates de 1999 à 2010 : l'Æschne bleue (Aeshna cyanea), l'Æschne mixte (Aeshna mixta ), l'Agrion délicat (Ceriagrion tenellum), l'Agrion élégant (Ischnura elegans), l'Agrion joli (Coenagrion pulchellum), l'Agrion jouvencelle (Coenagrion puella), l'Agrion à larges pattes (Platycnemis pennipes), l'Agrion mignon (Coenagrion scitulum), l'Agrion nain (Ischnura pumilio), l'Agrion porte-coupe (Enallagma cyathigerum), l'Anax empereur, (Anax imperator), le Caloptéryx éclatant (Calopteryx splendens), le Caloptéryx vierge (Calopteryx virgo), la Cordulie bronzée (Cordulia aenea), le Crocothémis écarlate (Crocothemis erythraea), le Gomphe à pinces (Onychogomphus forcipatus), le Gomphe gentil (Gomphus pulchellus), la Grande æschne (Aeshna grandis), le Leste brun (Sympecma fusca), le Leste fiancé (Lestes sponsa), le Leste vert (Chalcolestes viridis), la Libellule déprimée (Libellula depressa), la Libellule à quatre taches, (Libellula quadrimaculata), la Naïade aux yeux rouges (Erythromma najas), la Naïade au corps vert (Erythromma viridulum), la Nymphe au corps de feu (Pyrrhosoma nymphula), l'Orthétrum brun (Orthetrum brunneum), l'Orthétrum réticulé (Orthetrum cancellatum), l'Orthétrum à stylets blancs (Orthetrum albistylum), le Sympétrum à nervures rouges (Sympetrum fonscolombii), le Sympétrum rouge sang (Sympetrum sanguineum) et le Sympétrum strié (Sympetrum striolatum) ;
- un mammifère en 2008 : le Campagnol souterrain (Microtus subterraneus).

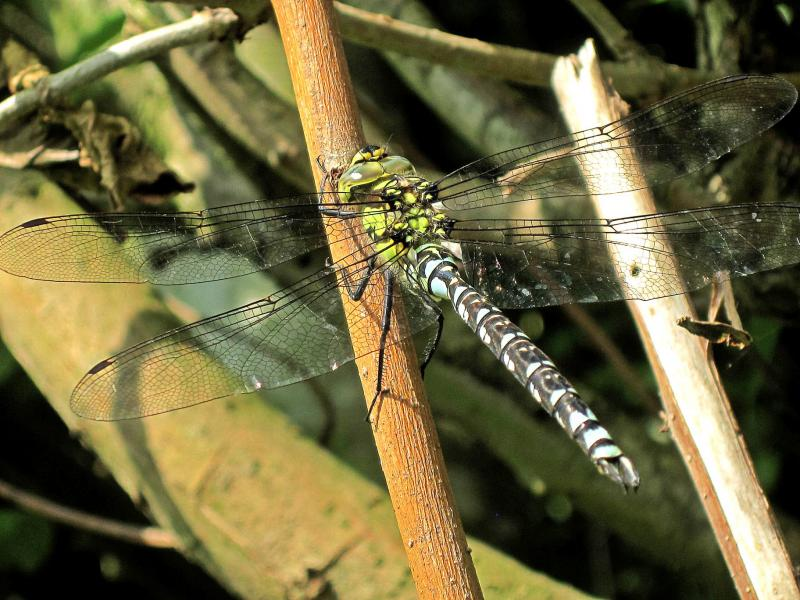
Mâle d'Æschne bleue.
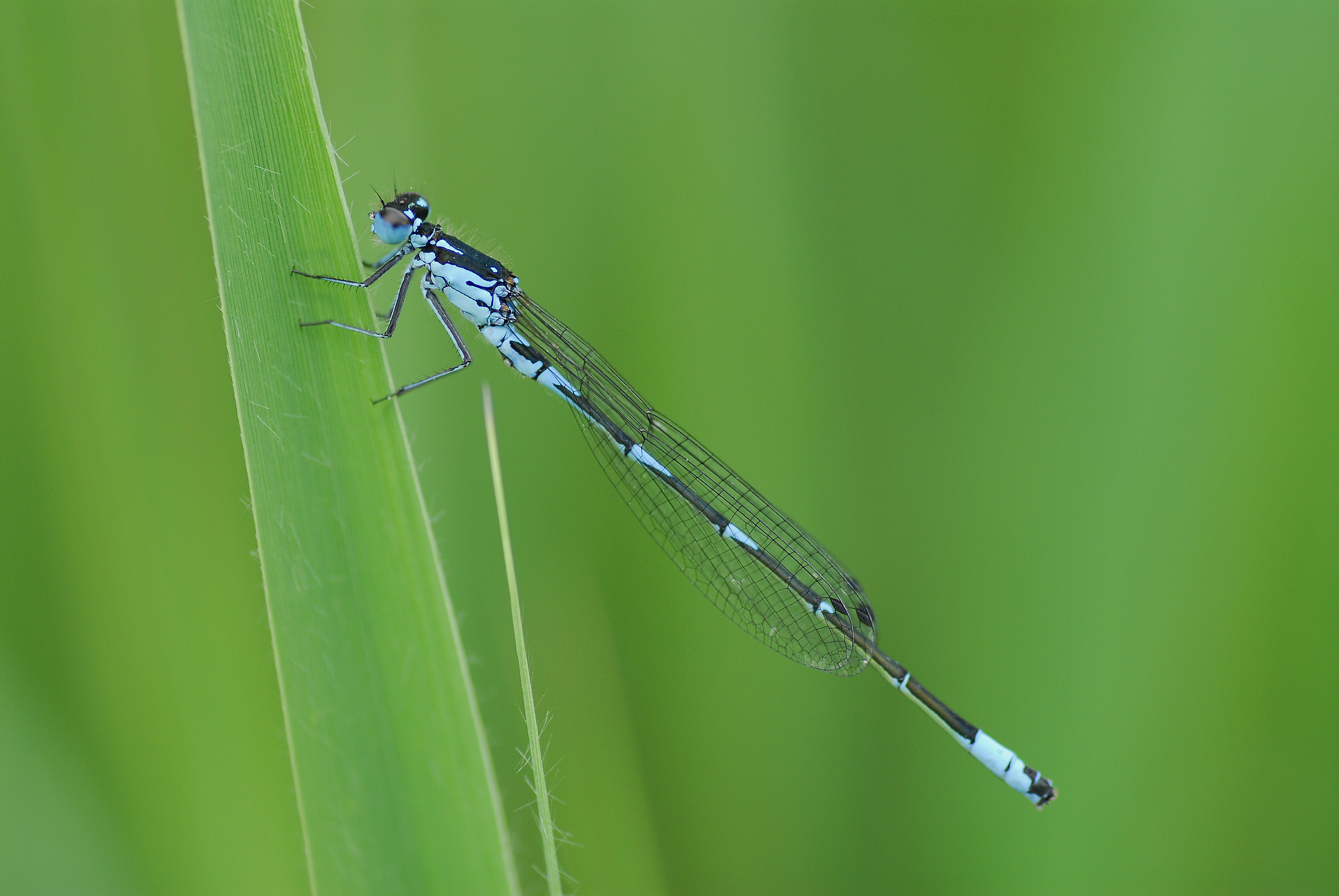
Agrion joli.
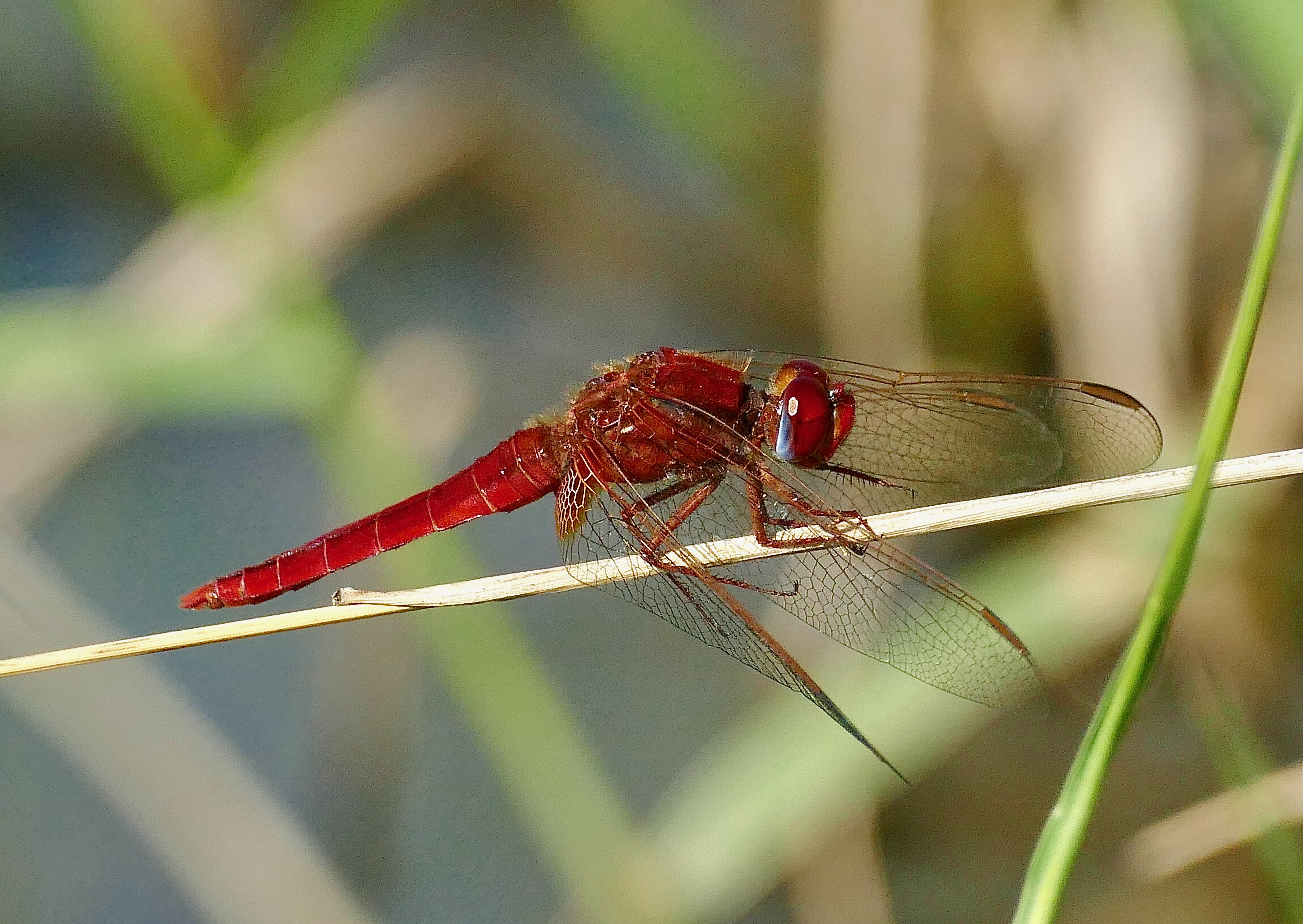
Mâle de Crocothémis écarlate.
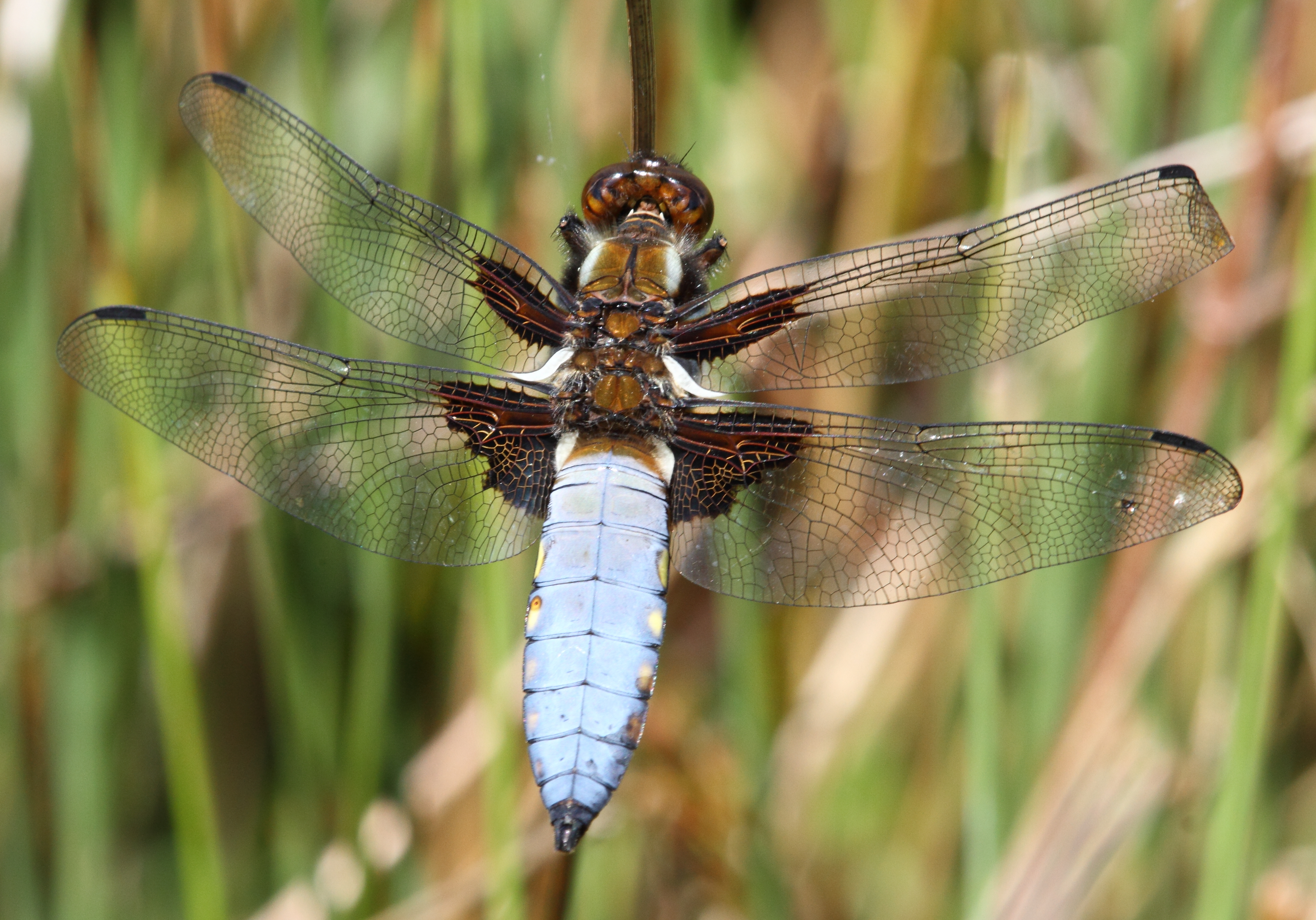
Libellule déprimée.
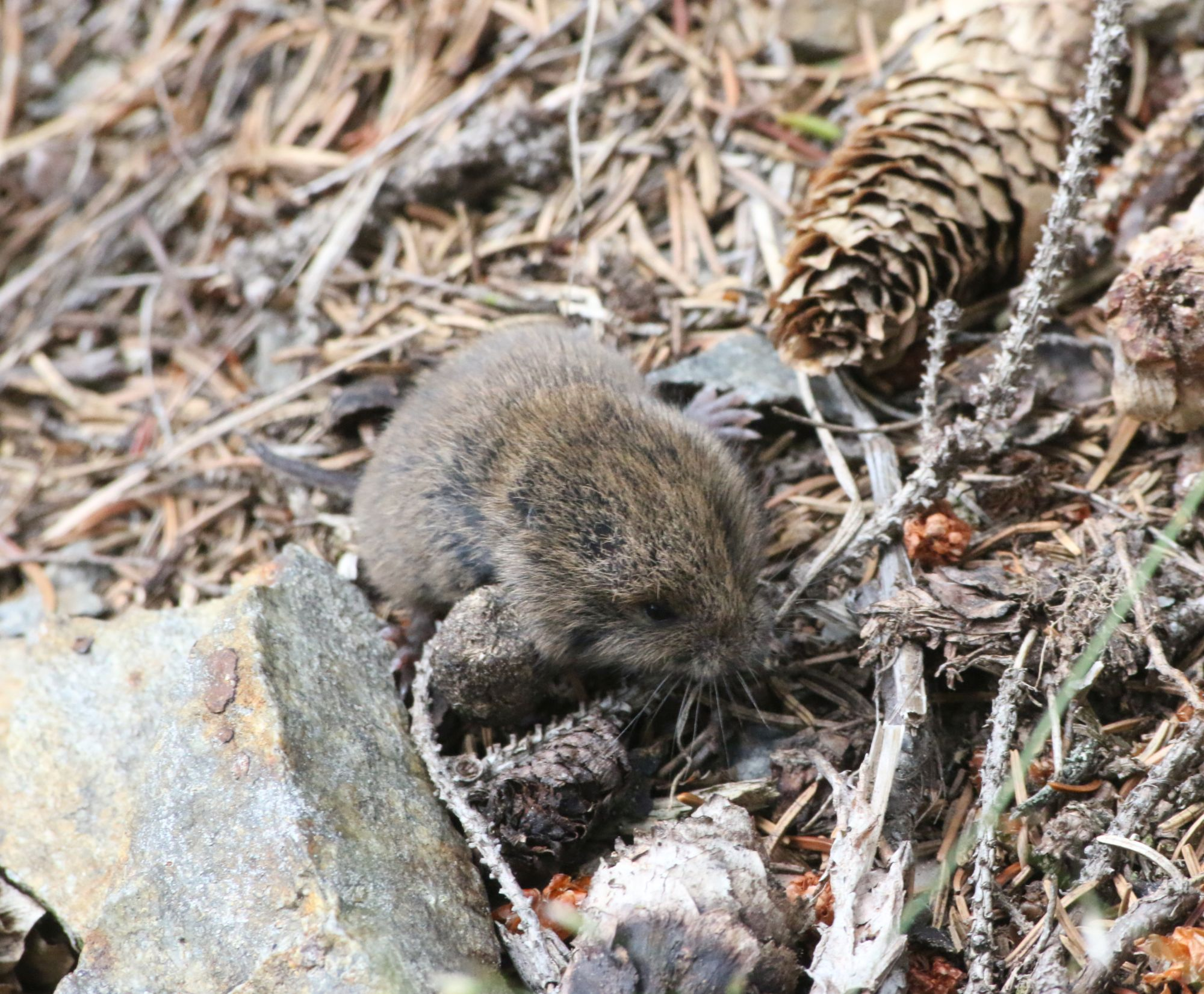
Campagnol souterrain.

### Autres espèces animales des zones Natura 2000 et des ZNIEFF detype 1
Le périmètre de la ZNIEFF « bassin versant de l'étang des Landes » englobe intégralement ceux de deux zones Natura 2000 « bassin de Gouzon » et « étang des Landes » et ceux de quatre ZNIEFF de type 1 : « bois des Landes », « étang de la Bastide », « étang des Landes » et « étang Tête de Bœuf ».
De ce fait, plus de 310 autres espèces animales sont présentes sur la zone si l'on y ajoute celles recensées sur ces six zones. On y trouve notamment :
- huit amphibiens : le Crapaud commun (Bufo bufo), le Crapaud épineux (Bufo spinosus), la Grenouille agile (Rana dalmatina), la Grenouille rousse (Rana temporaria), la Grenouille verte (Pelophylax kl. esculentus), la Rainette verte (Hyla arborea), la Salamandre tachetée (Salamandra salamandra) et le Triton palmé (Lissotriton helveticus) ;
- deux arachnides : Dendryphantes rudis (sv) et Marpissa radiata ;
- 101 insectes dont :
  - 54 coléoptères : Acalles ptinoides (en), l'Agapanthie à pilosité verdâtre (Agapanthia villosoviridescens), l'Aiguille triste (Menesia bipunctata (en)), Aphodius fimetarius, l'Apodère du noisetier (Apoderus coryli), la Cantharide commune (Cantharis fusca), Cantharis pellucida, le Carabe des bois (Carabus nemoralis), le Carabe doré (Carabus auratus), le Carabe violet (Carabus violaceus), la Casside verte (Cassida viridis), le Cerf-Volant (pour le mâle) ou la Grande Biche (pour la femelle) (Lucanus cervus), la Cétoine dorée (Cetonia aurata), la Cétoine grise (Oxythyrea funesta), la Chrysomèle de la menthe (Chrysolina herbacea), la Chrysomèle de la salicaire (Galerucella calmariensis (en)), la Chrysomèle du peuplier (Chrysomela populi), la Chrysomèle fastueuse (Chrysolina fastuosa), la Chrysomèle polie (Chrysolina polita), la Chrysomèle versicolore du saule (Plagiodera versicolora), la Cicindèle champêtre (Cicindela campestris), le Clairon des ruches (Trichodes alvearius), le Clyte bélier (Clytus arietis), la Coccinelle à damier (Propylea quatuordecimpunctata), la Coccinelle à dix points (Adalia decempunctata), le Crache-sang (Timarcha tenebricosa), la Criocère des céréales (Oulema melanopus), Cryptocephalus decemmaculatus (no), la Donacie soyeuse (Plateumaris sericea), l'Eucnème moine (Eucnemis capucina (sv)), la Galérucelle du saule marsault (Lochmaea capreae), la Galéruque de l'aulne (Agelastica alni), la Galéruque du nénuphar (Galerucella nymphaeae), le Géotrupe du fumier (Geotrupes stercorarius), le Gnorime vert (Gnorimus nobilis), le Grand capricorne (Cerambyx cerdo), le Hanneton des jardins (Phyllopertha horticola), l'Hoplie bleue (Hoplia coerulea), la Lagrie hérissée (Lagria hirta), le Lepture noir (Stenurella nigra (no)), le Lepture à suture noire (Stenurella melanura), le Lepture tacheté (Rutpela maculata), la Malachie à deux points (Malachius bipustulatus), Melinopterus prodromus (de), Microrhagus pygmaeus, le Nécrophore fossoyeux Nicrophorus vespilloides, l'Œdémère noble (Oedemera nobilis), le Petit vertubleu (Plagiosterna aenea (de)), le Petit crache-sang (Timarcha goettingensis), la Petite biche (Dorcus parallelipipedus), le Pyrochre écarlate (Pyrochroa coccinea),le Téléphore fauve (Rhagonycha fulva), le Téléphore livide (Cantharis livida), (Teuchestes fossor (en)) et le Thanatophile sinueux (Thanatophilus sinuatus (de)),
  - 27 lépidoptères : l'Amaryllis (Pyronia tithonus), l'Argus bleu (Polyommatus icarus), l'Aurore (Anthocharis cardamines), la Carte géographique (Araschnia levana), le Citron (Gonepteryx rhamni), le Collier-de-corail (Aricia agestis), le Cuivré des marais (Lycaena dispar), le Cuivré fuligineux (Lycaena tityrus), le Damier de la succise (Euphydryas aurinia), le Demi-deuil (Melanargia galathea), le Gazé (Aporia crataegi), la Grande tortue (Nymphalis polychloros), la Lucine (Hamearis lucina), la Mélitée du mélampyre (Melitaea athalia), la Mélitée noirâtre (Melitaea diamina), le Miroir (Heteropterus morpheus), le Myrtil (Maniola jurtina), le Nacré de la ronce (Brenthis daphne), le Paon-du-jour (Aglais io), la Piéride du chou (Pieris brassicae), la Piéride de la moutarde (Leptidea sinapis), la Piéride du navet (Pieris napi), la Piéride de la rave (Pieris rapae), le Sylvain azuré (Limenitis reducta), la Sylvaine (Ochlodes sylvanus), le Tristan (Aphantopus hyperantus) et le Vulcain (Vanessa atalanta),
  - 18 orthoptères : le Conocéphale bigarré (Conocephalus fuscus), le Conocéphale des roseaux (Conocephalus dorsalis), la Courtilière commune (Gryllotalpa gryllotalpa), le Criquet des clairières (Chrysochraon dispar), le Criquet des pâtures (Pseudochorthippus parallelus), le Criquet ensanglanté (Stethophyma grossum), le Criquet mélodieux (Chorthippus biguttulus), le Criquet verdelet (Omocestus viridulus), le Criquet verte-échine (Chorthippus dorsatus (de)), la Decticelle bariolée (Roeseliana roeselii), la Decticelle cendrée (Pholidoptera griseoaptera), l'Éphippigère des vignes (Ephippiger ephippiger), la Grande sauterelle verte (Tettigonia viridissima), le Grillon champêtre (Gryllus campestris), le Grillon des bois (Nemobius sylvestris), le Grillon des marais (de) (Pteronemobius heydenii), la Leptophye ponctuée (Leptophyes punctatissima) et le Tétrix riverain (Tetrix subulata),
  - deux autres espèces : le ou la[Note 2] Forficule (Forficula auricularia) et la Mante religieuse (Mantis religiosa) ;
- 26 mammifères : la Belette d'Europe (Mustela nivalis), le Blaireau européen (Meles meles), le Campagnol roussâtre (Myodes glareolus), le Chevreuil (Capreolus capreolus), l'Écureuil roux (Sciurus vulgaris), le Grand Murin (Myotis myotis ), le Hérisson commun (Erinaceus europaeus), l'Hermine (Mustela erminea), le Lièvre d'Europe (Lepus europaeus), le Loir gris (Glis glis), le Mulot à collier (Apodemus flavicollis), le Murin de Daubenton (Myotis daubentonii), le Murin de Natterer (Myotis nattereri), la Musaraigne pygmée (Sorex minutus), le Muscardin (Muscardinus avellanarius), le Petit rhinolophe (Rhinolophus hipposideros), la Pipistrelle commune (Pipistrellus pipistrellus), la Pipistrelle de Kuhl (Pipistrellus kuhlii), la Pipistrelle de Nathusius (Pipistrellus nathusii), le Putois (Mustela putorius), le Ragondin (Myocastor coypus), le Rat musqué (Ondatra zibethicus), le Renard roux (Vulpes vulpes), le Sanglier (Sus scrofa), la Sérotine commune (Eptesicus serotinus) et la Taupe d'Europe (Talpa europaea) ;
- six mollusques: le Bouton commun (Discus rotundatus (en)), la Clausilie commune (Clausilia bidentata), la Grande Limace (Limax cinereoniger), la Limace des bois (Lehmannia marginata (en)), la Loche grisâtre (Arion fasciatus) et la Loche noire (Arion ater) ;
- 162 oiseaux : l'Accenteur mouchet (Prunella modularis), l'Aigle criard (Clanga clanga), l'Aigrette garzette (Egretta garzetta), l'Alouette des champs (Alauda arvensis), l'Alouette lulu (Lullula arborea), l'Avocette élégante (Recurvirostra avosetta), le Balbuzard pêcheur (Pandion haliaetus), la Barge à queue noire (Limosa limosa), la Barge rousse (Limosa lapponica),

le Bécasseau cocorli (Calidris ferruginea), le Bécasseau de Temminck (Calidris temminckii), le Bécasseau maubèche (Calidris canutus), le Bécasseau minute (Calidris minuta), le Bécasseau variable (Calidris alpina), la Bécassine des marais (Gallinago gallinago), la Bécassine double (Gallinago media), la Bécassine sourde (Lymnocryptes minimus), la Bergeronnette des ruisseaux (Motacilla cinerea), la Bergeronnette grise (Motacilla alba), la Bernache du Canada (Branta canadensis), le Blongios nain (Ixobrychus minutus), le Bouvreuil pivoine (Pyrrhula pyrrhula), le Bruant jaune (Emberiza citrinella), le Busard cendré (Circus pygargus), le Busard des roseaux (Circus aeruginosus), la Buse variable (Buteo buteo), la Caille des blés (Coturnix coturnix), le Canard colvert (Anas platyrhynchos), le Canard pilet (Anas acuta), le Canard siffleur (Mareca penelope), le Chardonneret élégant (Carduelis carduelis), le Chevalier aboyeur (Tringa nebularia), le Chevalier arlequin (Tringa erythropus), le Chevalier cul-blanc (Tringa ochropus), le Chevalier gambette (Tringa totanus), le Chevalier guignette (Actitis hypoleucos), le Chevalier stagnatile (Tringa stagnatilis), le Chevalier sylvain (Tringa glareola), la Chevêche d'Athéna (Athene noctua), le Choucas des tours (Coloeus monedula), la Chouette hulotte (Strix aluco), la Cigogne blanche (Ciconia ciconia), la Cigogne noire (Ciconia nigra), le Combattant varié (Calidris pugnax), la Corneille noire (Corvus corone), le Coucou gris (Cuculus canorus), le Courlis cendré (Numenius arquata), le Courlis corlieu (Numenius phaeopus), le Cygne de Bewick (Cygnus columbianus bewickii), le Cygne tuberculé (Cygnus olor), l'Échasse blanche (Himantopus himantopus), l'Effraie des clochers (Tyto alba), l'Épervier d'Europe (Accipiter nisus), l'Étourneau sansonnet (Sturnus vulgaris), le Faisan de Colchide (Phasianus colchicus), le Faucon crécerelle (Falco tinnunculus), le Faucon émerillon (Falco columbarius), le Faucon hobereau (Falco subbuteo), la Fauvette à tête noire (Sylvia atricapilla), la Fauvette des jardins (Sylvia borin), la Fauvette grisette (Sylvia communis), la Foulque macroule (Fulica atra), le Fuligule à collier (Aythya collaris), le Fuligule milouinan (Aythya marila), le Fuligule nyroca (Aythya nyroca), la Gallinule poule-d'eau (Gallinula chloropus), le Garrot à œil d'or (Bucephala clangula), le Geai des chênes (Garrulus glandarius), le Gobemouche gris (Muscicapa striata), le Gobemouche noir (Ficedula hypoleuca), le Goéland argenté (Larus argentatus), le Goéland marin (Larus marinus), le Goéland railleur (Chroicocephalus genei), le Gorgebleue à miroir (Luscinia svecica), le Grand Cormoran (Phalacrocorax carbo), la Grande Aigrette (Ardea alba), le Grèbe à cou noir (Podiceps nigricollis), le Grèbe castagneux (Tachybaptus ruficollis), le Grèbe huppé (Podiceps cristatus), le Grèbe jougris (Podiceps grisegena), le Grimpereau des bois (Certhia familiaris), le Grimpereau des jardins (Certhia brachydactyla), la Grive draine (Turdus viscivorus), la Grive mauvis (Turdus iliacus), la Grive musicienne (Turdus philomelos), le Gros-bec casse-noyaux (Coccothraustes coccothraustes), la Grue cendrée (Grus grus), la Guifette moustac (Chlidonias hybrida), la Guifette noire (Chlidonias niger), le Harle bièvre (Mergus merganser), le Harle piette (Mergellus albellus), le Héron cendré (Ardea cinerea), le Héron garde-bœufs (Bubulcus ibis), le Hibou des marais (Asio flammeus), le Hibou moyen-duc (Asio otus), l'Hirondelle de fenêtre (Delichon urbicum), l'Hirondelle rustique (Hirundo rustica), la Huppe fasciée (Upupa epops), l'Hypolaïs polyglotte (Hippolais polyglotta), la Linotte mélodieuse (Linaria cannabina), le Loriot d'Europe (Oriolus oriolus), la Marouette de Baillon (Porzana pusilla), la Marouette poussin (Porzana parva), le Martin-pêcheur d'Europe (Alcedo atthis), le Martinet noir (Apus apus), le Merle à plastron (Turdus torquatus), le Merle noir (Turdus merula), la Mésange à longue queue (Aegithalos caudatus), la Mésange bleue (Cyanistes caeruleus), la Mésange charbonnière (Parus major), la Mésange huppée (Lophophanes cristatus), la Mésange nonnette (Poecile palustris), le Milan noir (Milvus migrans), le Moineau domestique (Passer domesticus), le Moineau friquet (Passer montanus), la Mouette mélanocéphale (Ichthyaetus melanocephalus), la Mouette rieuse (Chroicocephalus ridibundus), la Nette rousse (Netta rufina), l'Oie cendrée (Anser anser), l'Oie des moissons (Anser fabalis), l'Oie rieuse (Anser albifrons), la Panure à moustaches (Panurus biarmicus), le Phragmite aquatique (Acrocephalus paludicola), le Pic épeiche (Dendrocopos major), le Pic épeichette (Dryobates minor), le Pic vert (Picus viridis), la Pie bavarde (Pica pica), la Pie-grièche à tête rousse (Lanius senator), la Pie-grièche écorcheur (Lanius collurio), le Pigeon ramier (Columba palumbus), le Pinson des arbres (Fringilla coelebs), le Pinson du Nord (Fringilla montifringilla), le Pipit des arbres (Anthus trivialis), le Pipit spioncelle (Anthus spinoletta), le Plongeon catmarin (Gavia stellata), 
le Plongeon huard (Gavia immer), le Pluvier argenté (Pluvialis squatarola), le Pluvier doré (Pluvialis apricaria), le Pluvier grand-gravelot (Charadrius hiaticula), le Pluvier guignard (Charadrius morinellus), le Pouillot fitis (Phylloscopus trochilus), le Pouillot siffleur (Phylloscopus sibilatrix), le Pouillot véloce (Phylloscopus collybita), le Pygargue à queue blanche (Haliaeetus albicilla), le Râle des genêts (Crex crex), le Roitelet huppé (Regulus regulus), le Rossignol philomèle (Luscinia megarhynchos), le Rouge-gorge familier (Erithacus rubecula), le Rougequeue noir (Phoenicurus ochruros), le Serin cini (Serinus serinus), la Sittelle torchepot (Sitta europaea), la Spatule blanche (Platalea leucorodia), la Sterne arctique (Sterna paradisaea), la Sterne caugek (Thalasseus sandvicensis), la Sterne naine (Sternula albifrons), la Sterne pierregarin (Sterna hirundo), le Tadorne de Belon (Tadorna tadorna), le Tarier pâtre (Saxicola rubicola), la Tourterelle turque (Streptopelia decaocto), le Troglodyte mignon (Troglodytes troglodytes), le Vanneau huppé (Vanellus vanellus) et le Verdier d'Europe (Chloris chloris) ;
- trois poissons : la Bouvière (Rhodeus amarus), le Grand brochet (Esox lucius) et le Rotengle (Scardinius erythrophthalmus) ;
- six reptiles : la Couleuvre helvétique (Natrix helvetica), le Lézard des murailles (Podarcis muralis), le Lézard vert occidental (Lacerta bilineata), le Lézard vivipare (Zootoca vivipara), l'Orvet fragile (Anguis fragilis) et la Vipère aspic (Vipera aspis).

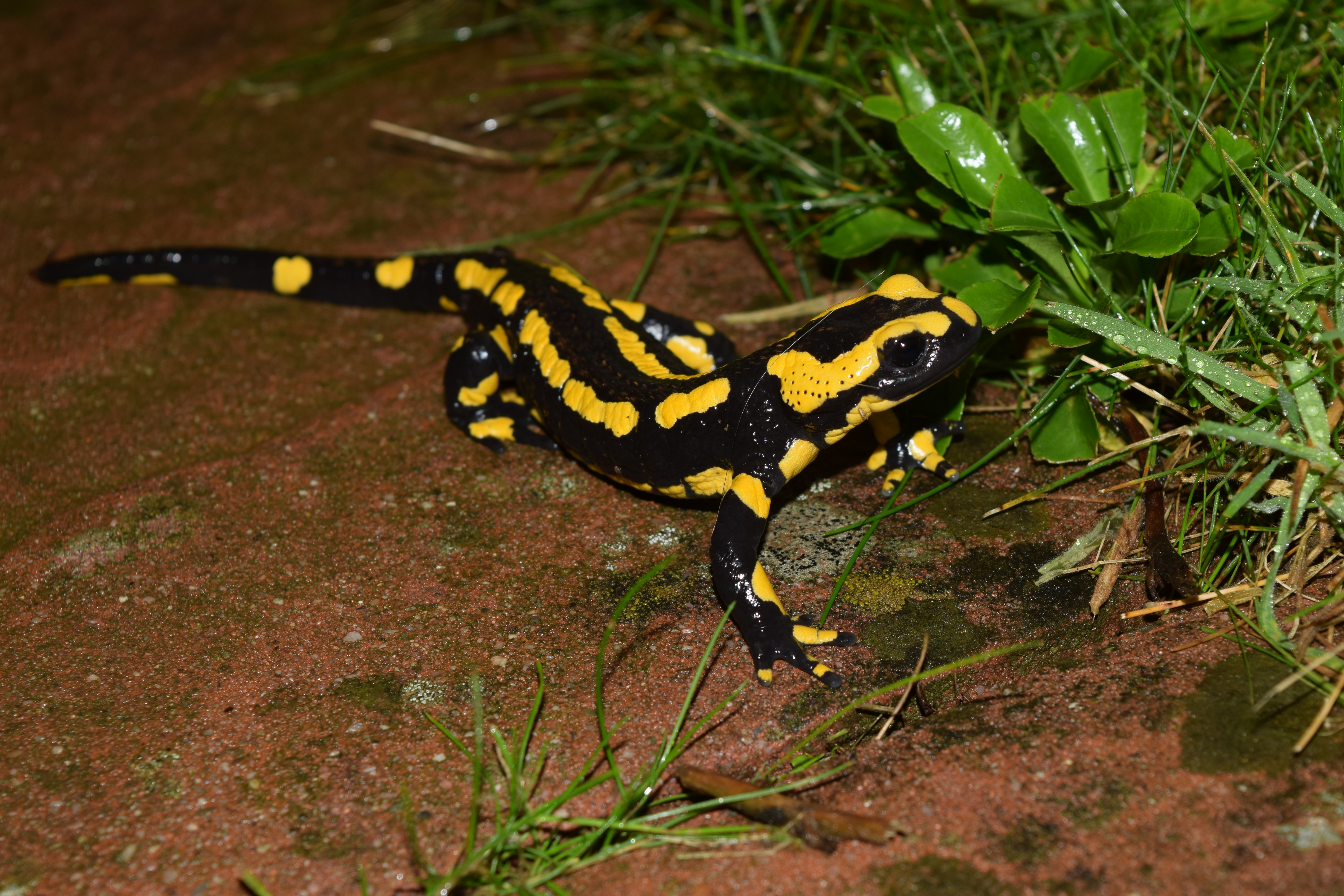
Salamandre tachetée.
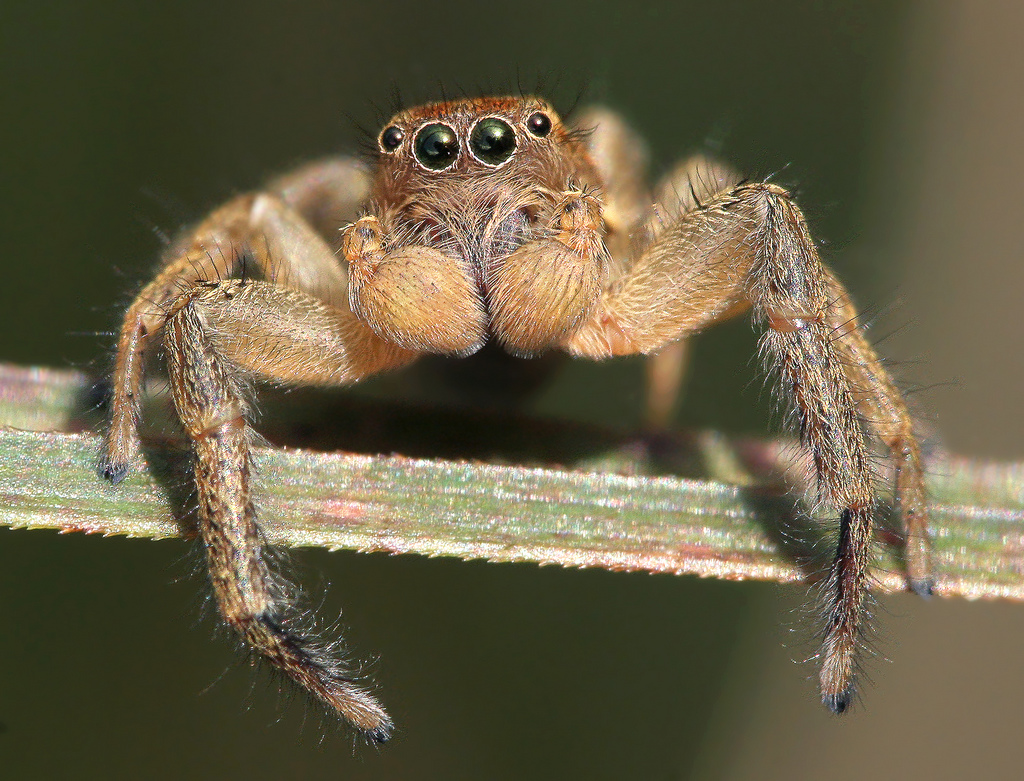
Marpissa radiata.
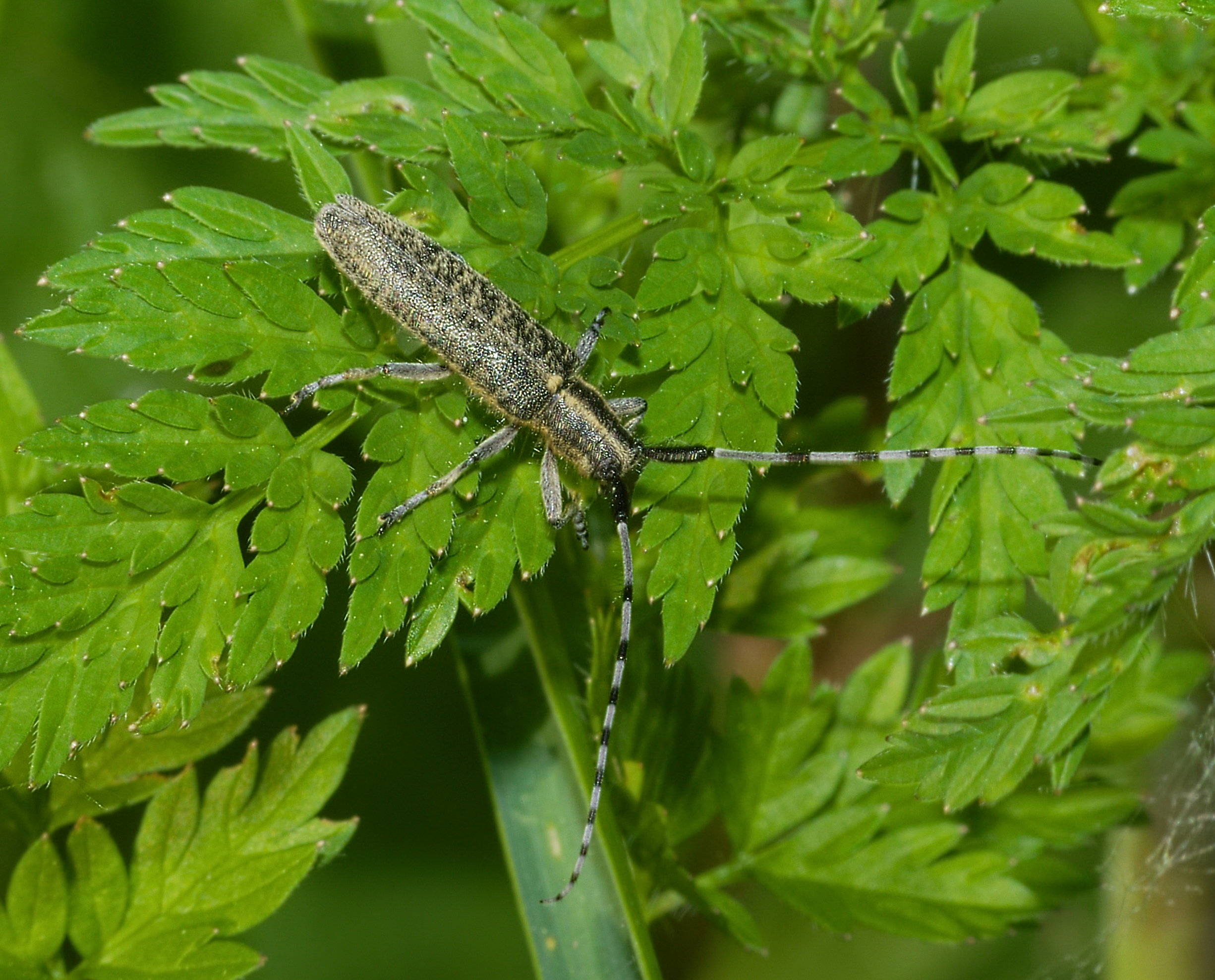
Agapanthie à pilosité verdâtre.
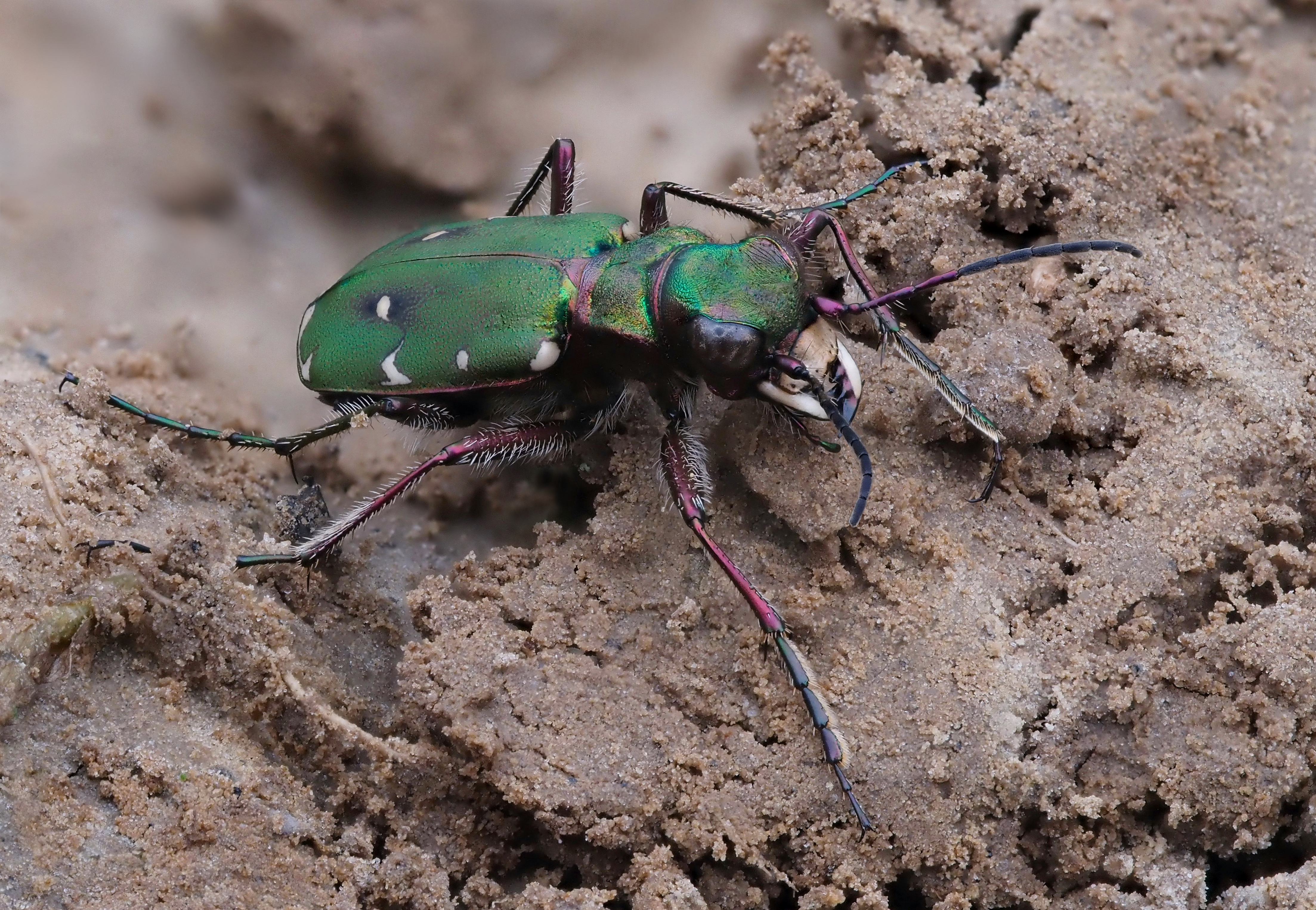
Cicindèle champêtre.
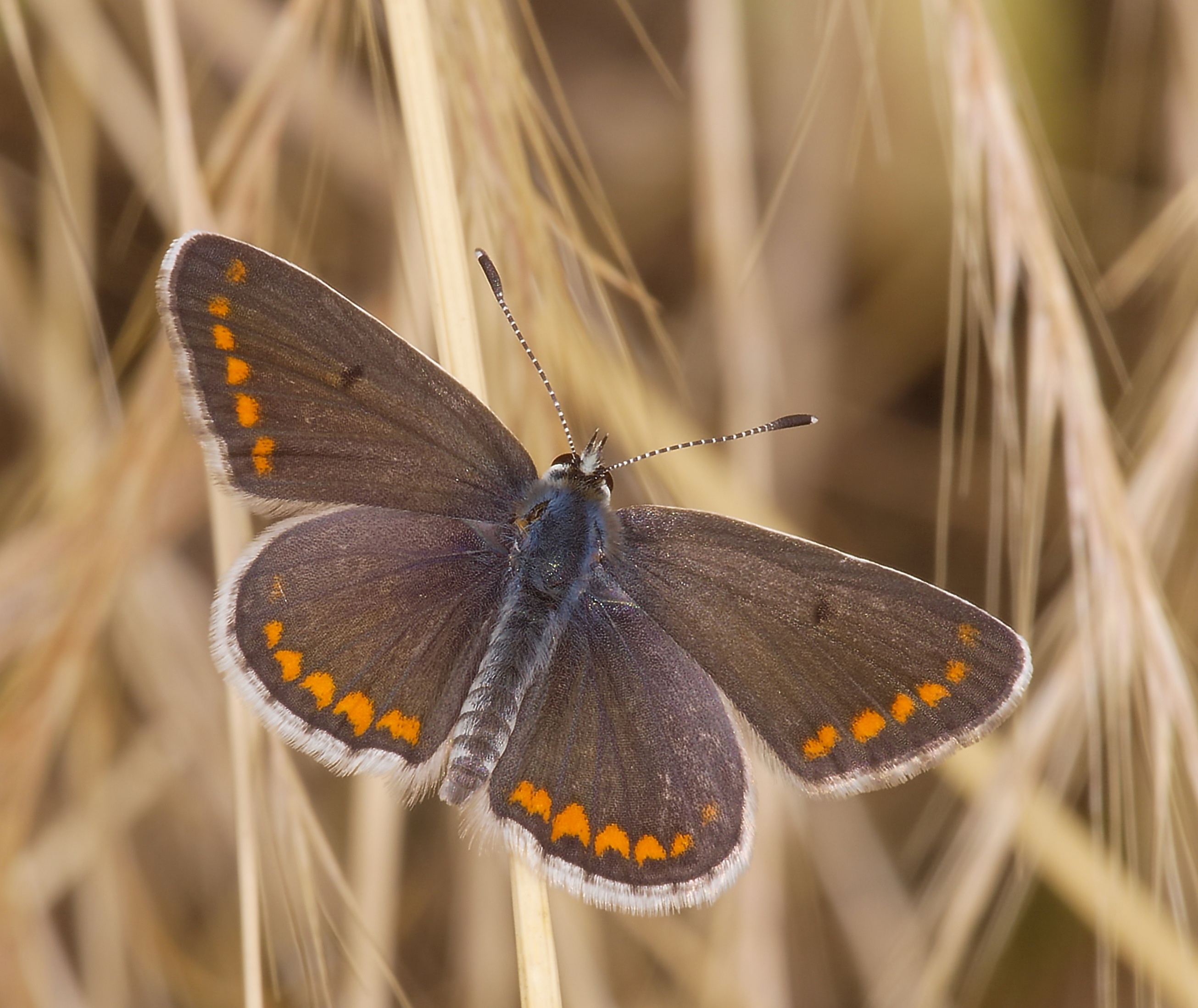
Collier-de-corail.
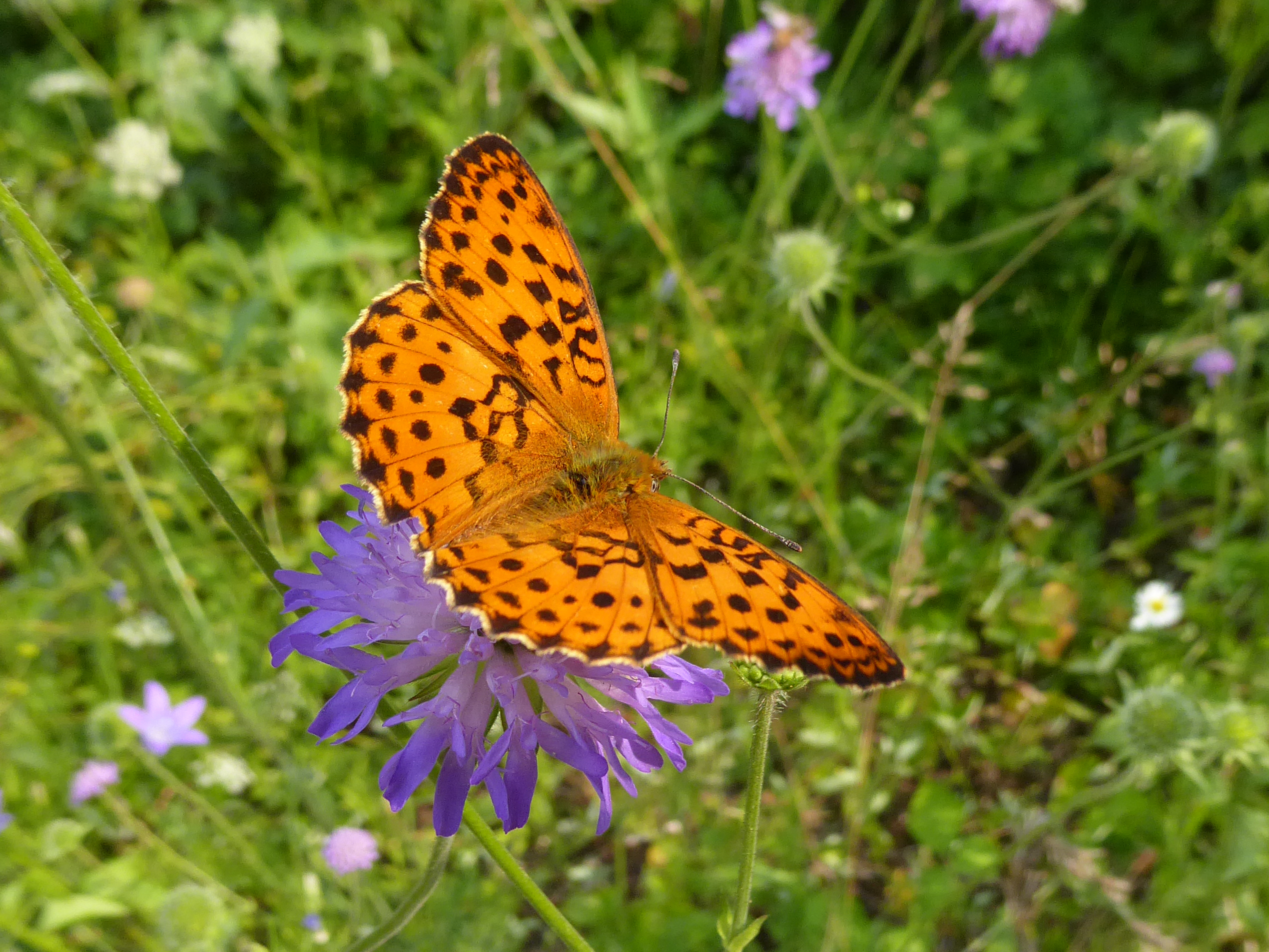
Nacré de la ronce.
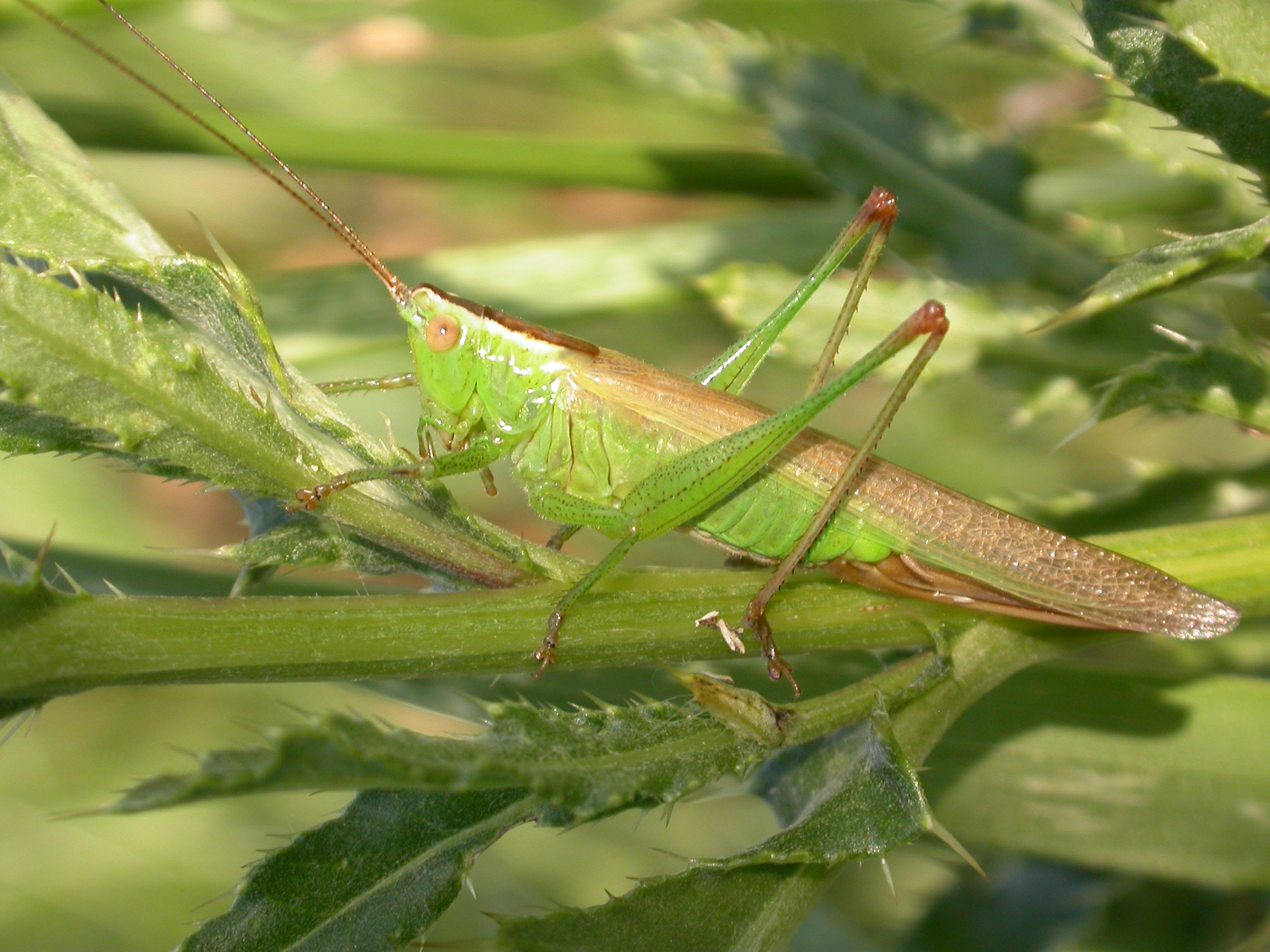
Conocéphale bigarré.
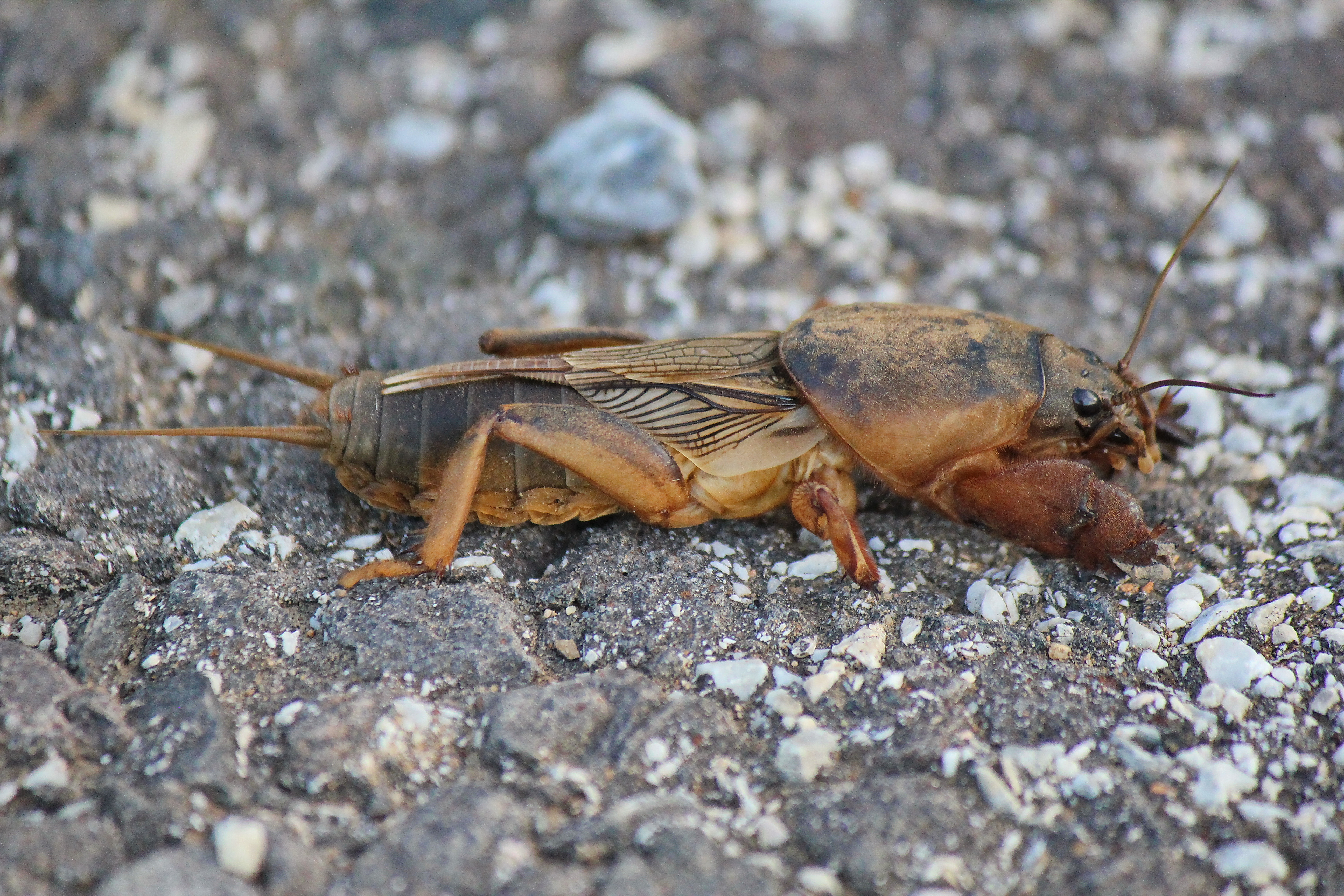
Courtilière commune.
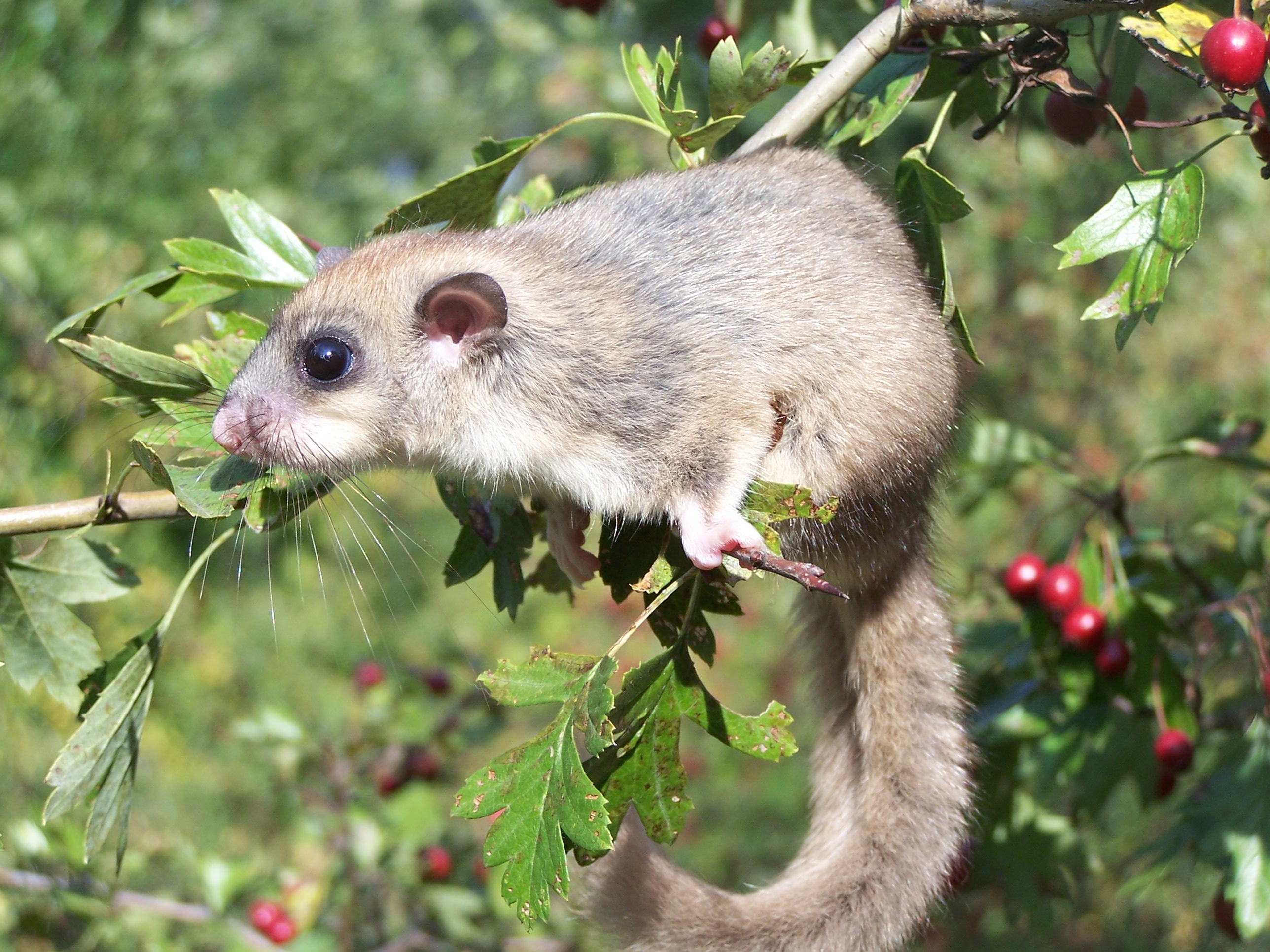
Loir gris.
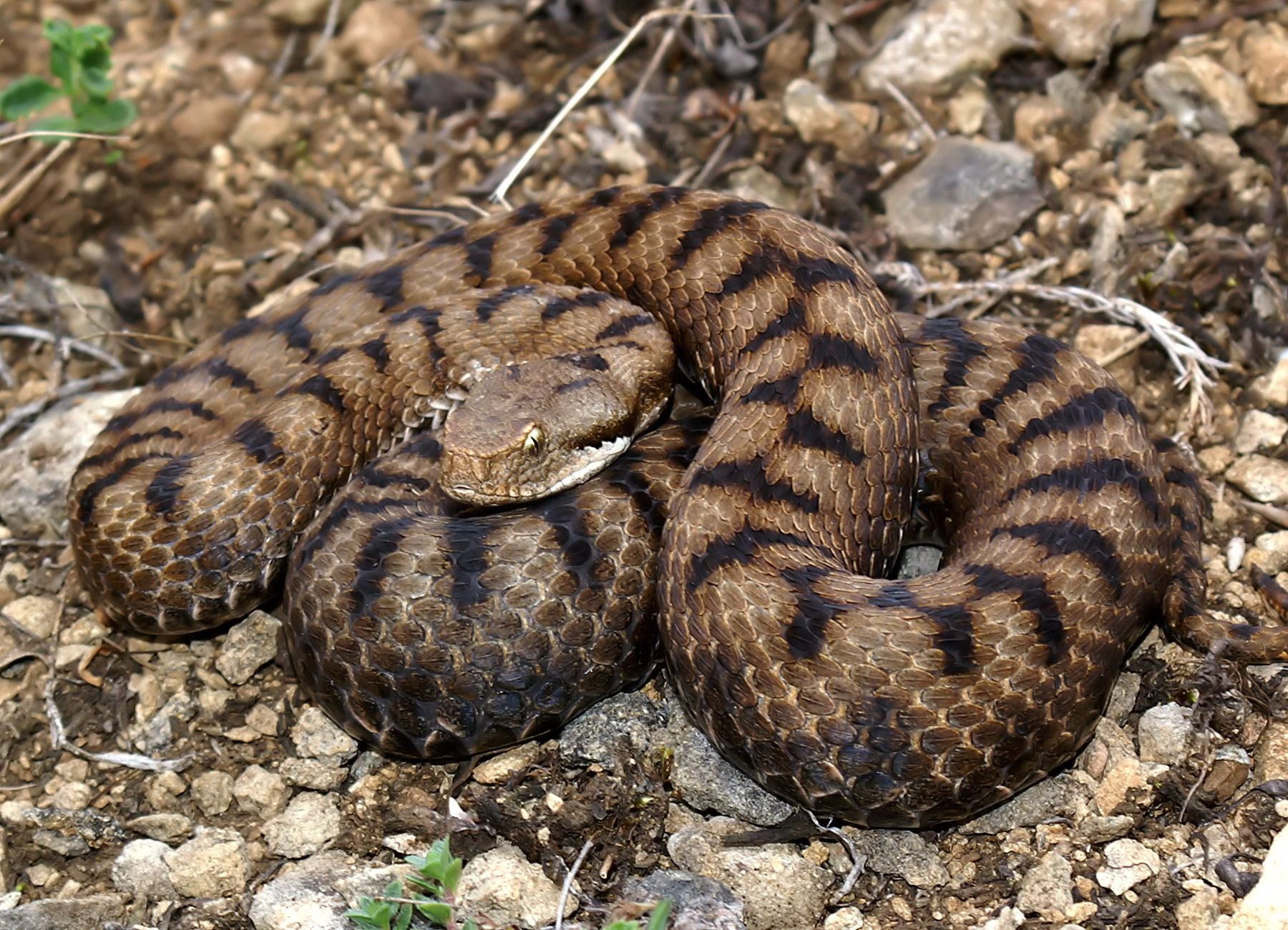
Vipère aspic.

### Protection de la faune
- Les deux espèces d'amphibiens de la ZNIEFF sont protégées sur l'ensemble du territoire français[9] et le triton crêté est de plus protégé au titre de la Directive habitats de l'Union européenne[1].
- Cinq espèces de mammifères de la ZNIEFF sont protégées sur l'ensemble du territoire français[10] : la Barbastelle d'Europe, la Loutre d'Europe, le Murin de Bechstein, la Noctule commune et le Campagnol amphibie,. Parmi les cinq espèces précitées, les quatre premières sont également protégées au titre de la Directive habitats de l'Union européenne[1]. De plus, la Loutre d'Europe est en danger d'extinction en France[11].
- Seize espèces d'oiseaux de la ZNIEFF sont protégées au titre de la Directive oiseaux de l'Union européenne[1] : l'Aigle botté, le Bihoreau gris, la Bondrée apivore, le Bruant ortolan, le Busard Saint-Martin, le Butor étoilé, le Circaète Jean-le-Blanc, le Crabier cheveliu, l'Engoulevent d'Europe, le Faucon pèlerin, le Héron pourpré, la Marouette ponctuée, le Milan royal, l'Œdicnème criard, le Pic mar et le Pic noir ; elles sont donc protégées sur l'ensemble du territoire français[12], de même que vingt autres espèces : l'Autour des palombes, le Bec-croisé des sapins, la Bergeronnette printanière, la Bouscarle de Cetti, le Bruant des roseaux, la Cisticole des joncs, le Grand Corbeau, l'Hirondelle de rivage, la Locustelle luscinioïde, la Locustelle tachetée, le Petit Gravelot, le Phragmite des joncs, la Pie-grièche grise, le Pipit farlouse, la Rousserolle effarvatte, la Rousserolle turdoïde, le Tarier des prés, le Tarin des aulnes, le Torcol fourmilier et le Traquet motteux.
- Le Lézard des souches, seule espèce de reptiles de la ZNIEFF, est protégée sur l'ensemble du territoire français[9] et également au titre de la Directive habitats[1].

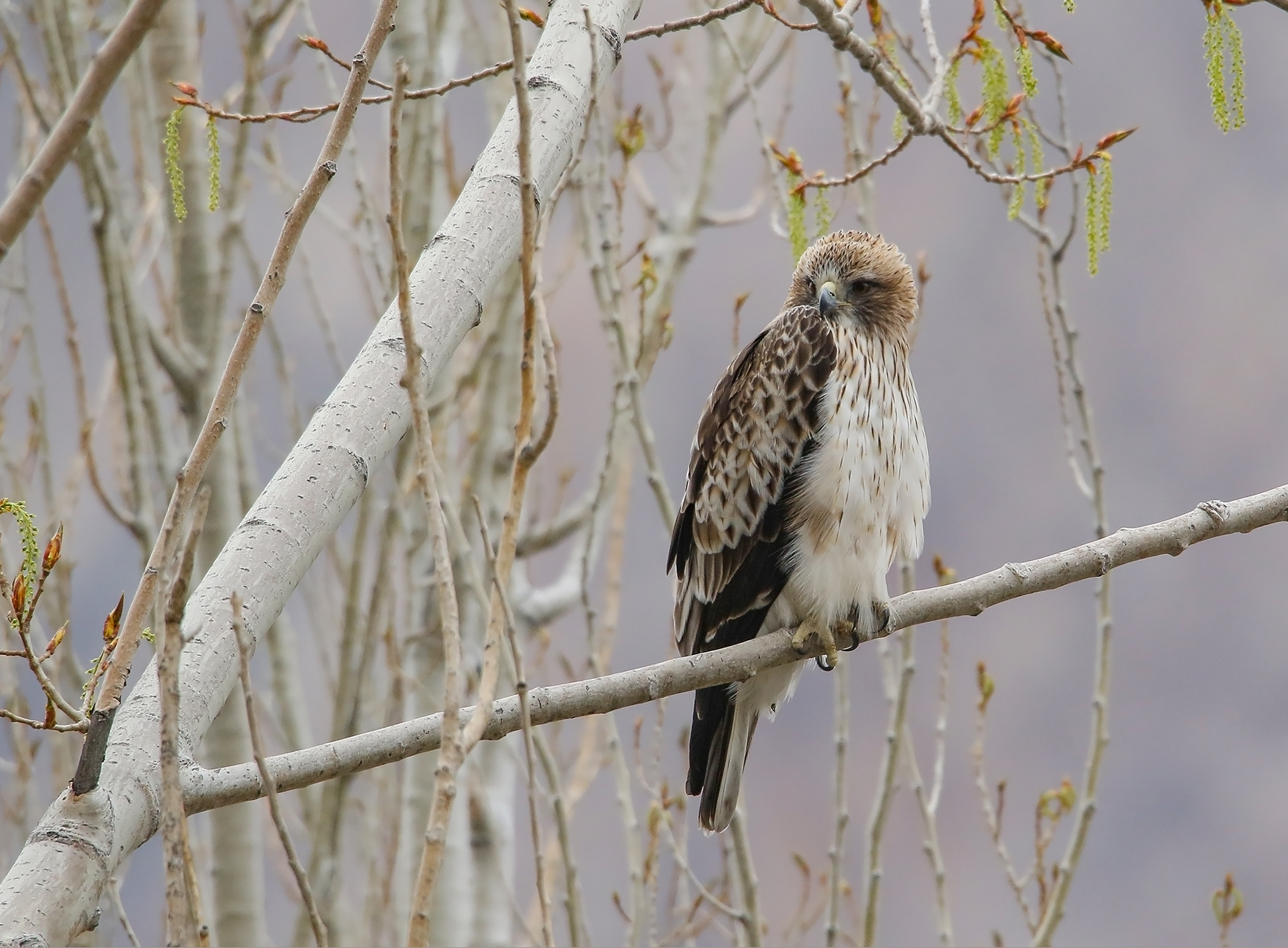
Aigle botté.
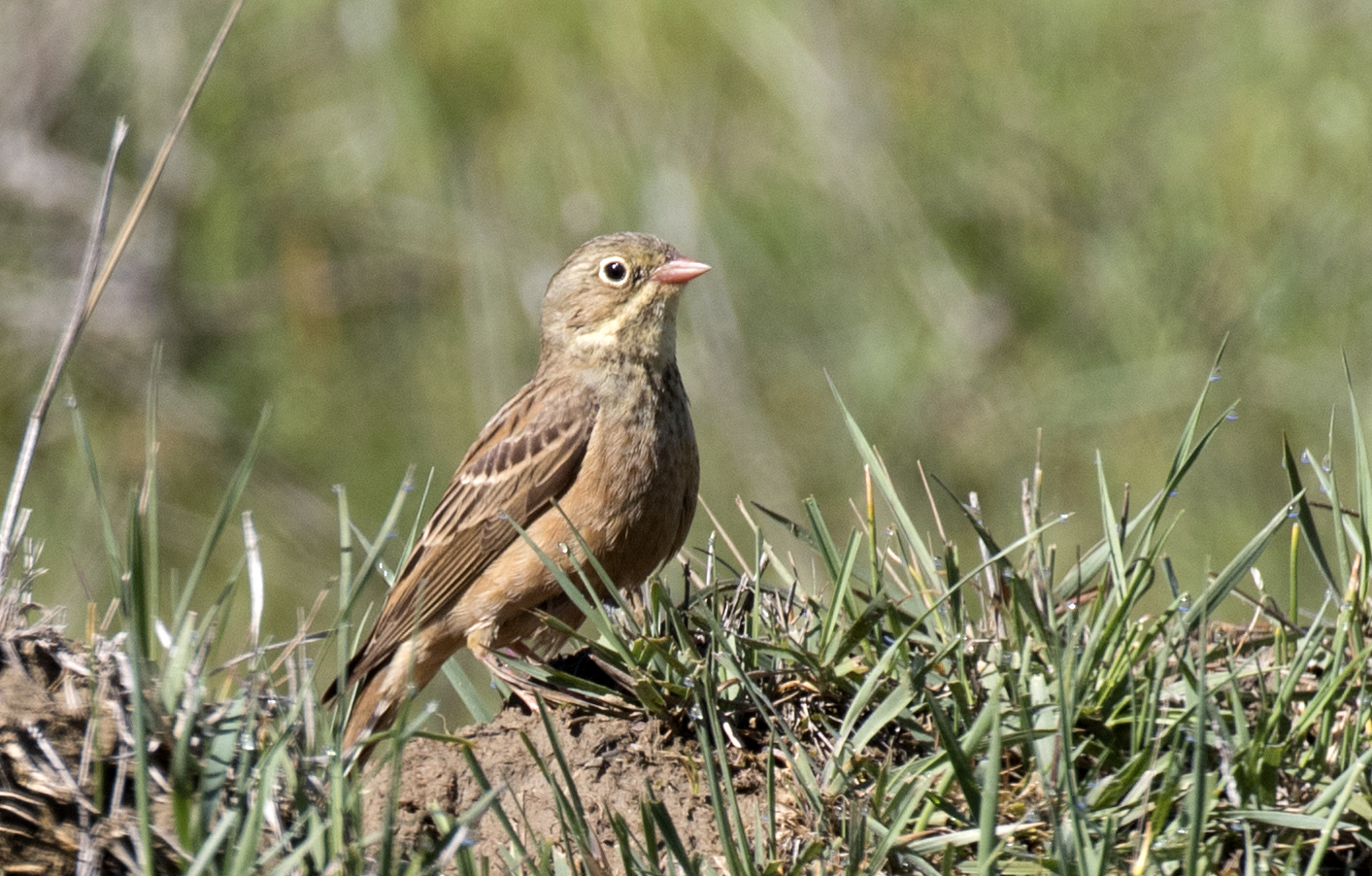
Bruant ortolan.
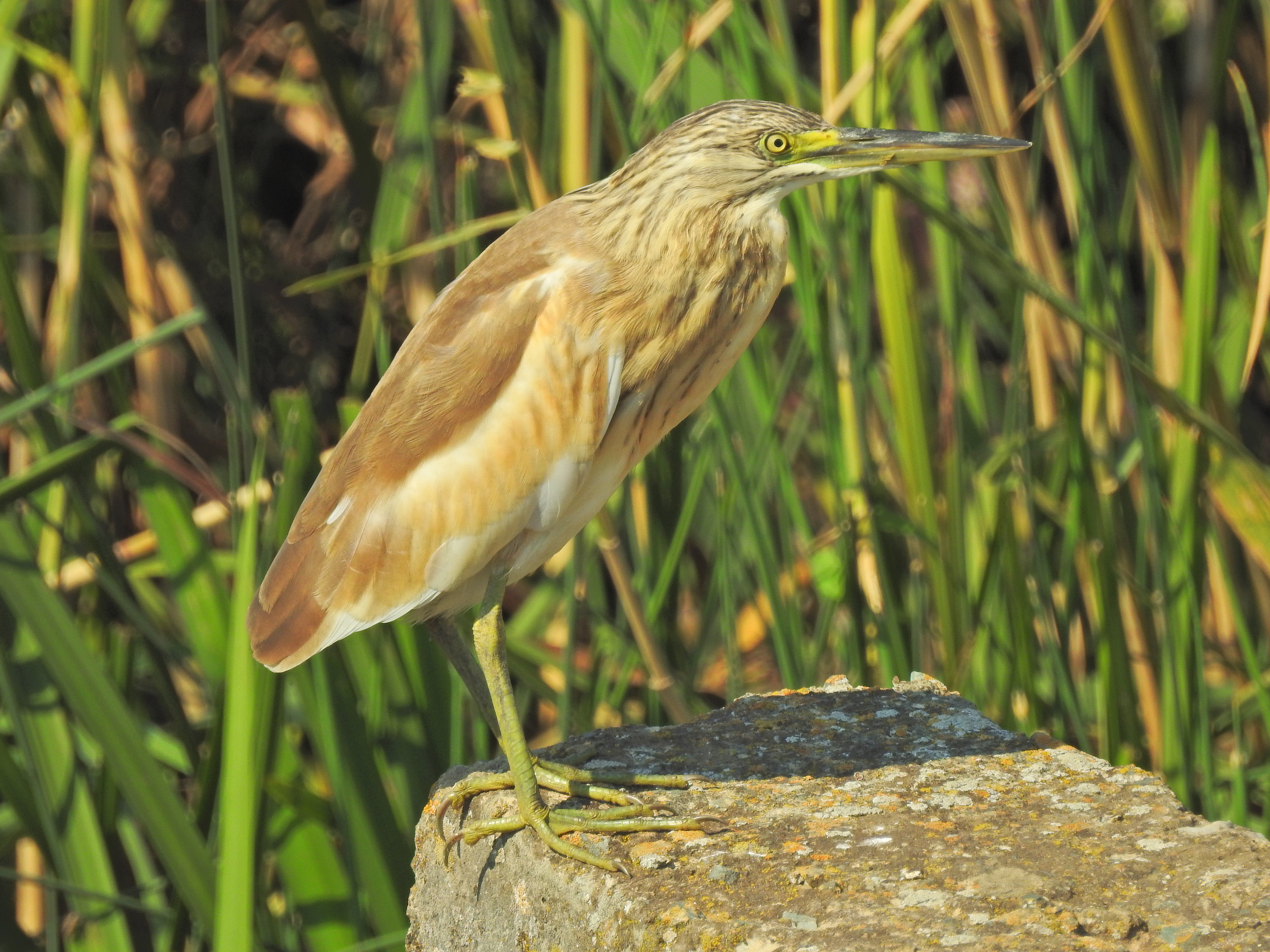
Crabier chevelu.
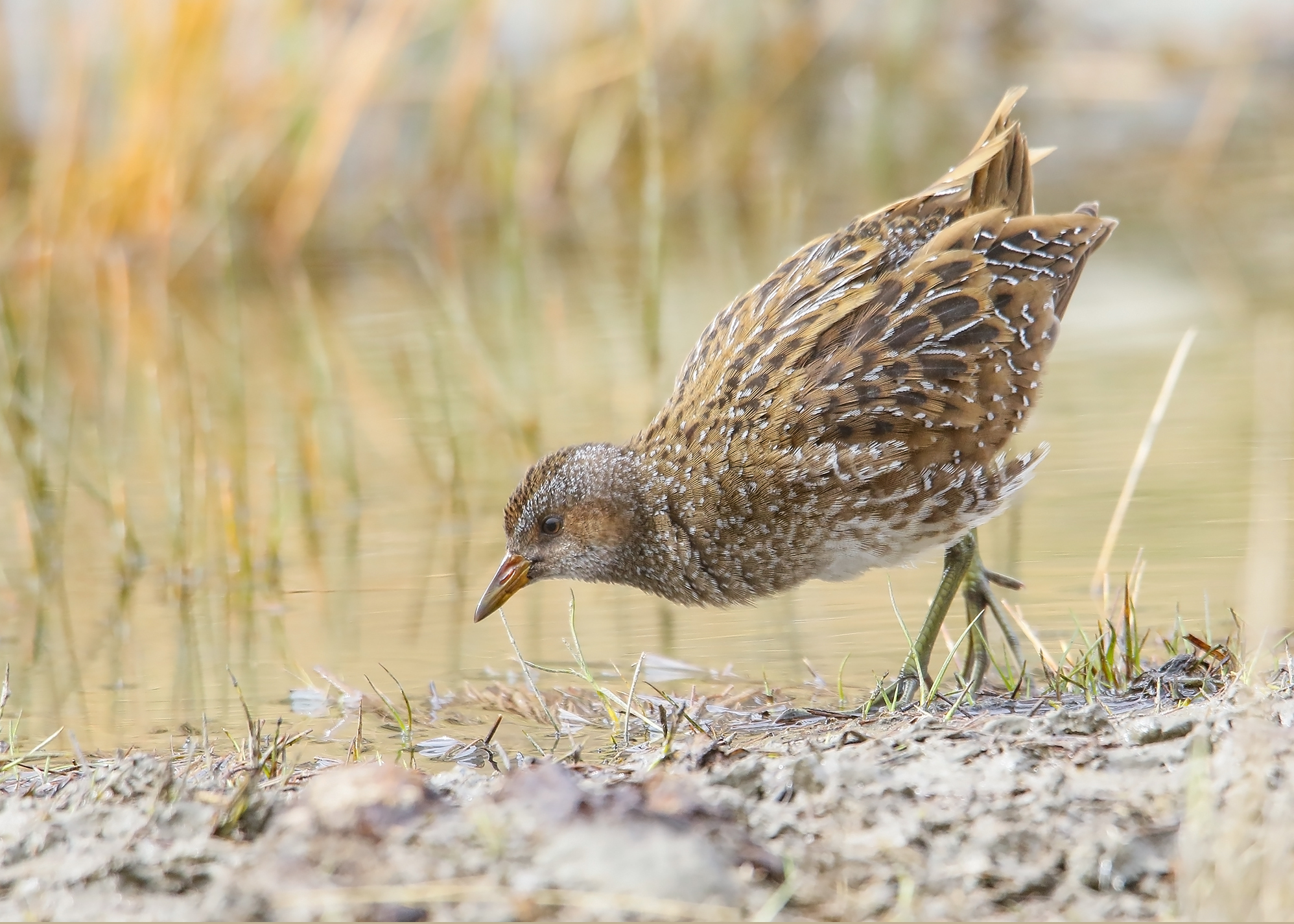
Marouette ponctuée.
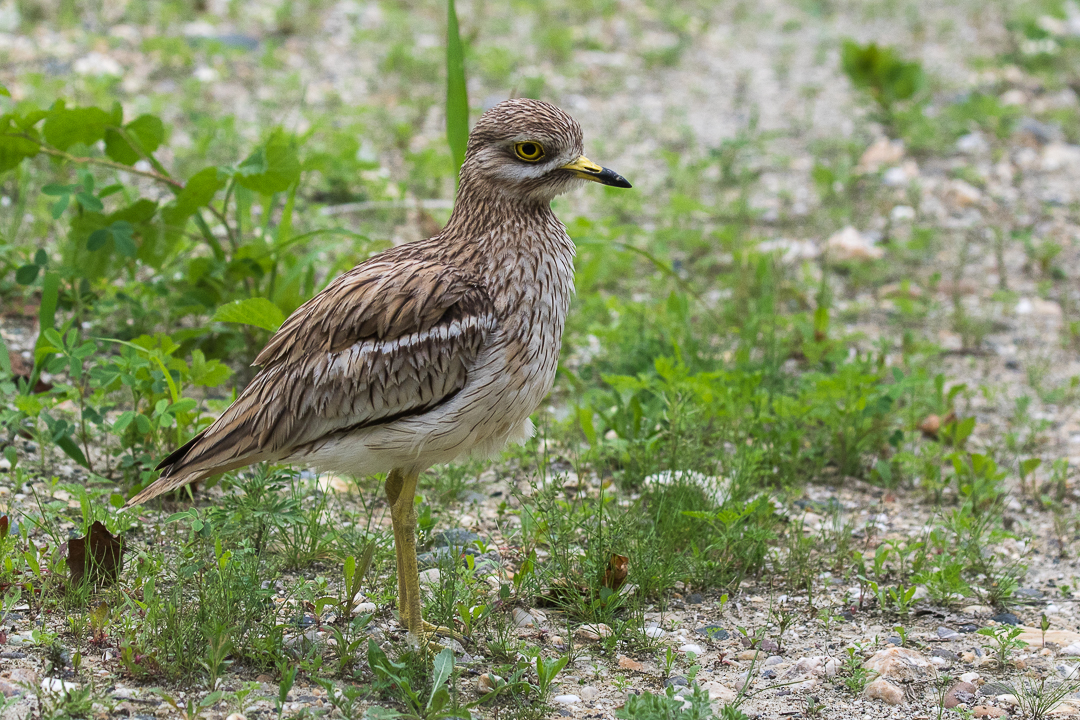
Œdicnème criard.

## Flore

### Espèces végétales déterminantes
Dix-neuf espèces déterminantes végétales ont été répertoriées dans la ZNIEFF :
- dix-sept phanérogames, de 2002 à 2011 : l'Alisier des bois (Sorbus torminalis), la Cucubale couchée (Silene baccifera), l'Élatine à six étamines (Elatine hexandra), le Flûteau nageant (Luronium natans), la Grande douve (Ranunculus lingua), le Groseillier des Alpes (Ribes alpinum), la Laîche des ombrages (Carex umbrosa), la Laîche en ampoules  (Carex rostrata), la Laîche faux souchet (Carex pseudocyperus), la Littorelle à une fleur (Littorella uniflora), la Lysimaque nummulaire (Lysimachia nummularia), la Mâcre nageante (Trapa natans), la Morène (Hydrocharis morsus-ranae), l'Œnanthe aquatique (Oenanthe aquatica), le Peucédan de France (Peucedanum gallicum), la Renoncule scélérate (Ranunculus sceleratus) et l'Utriculaire citrine (Utricularia australis) ;
- deux Ptéridophytes de 2006 à 2011 : la Boulette d'eau (Pilularia globulifera) et la Fougère des marais (Thelypteris palustris).

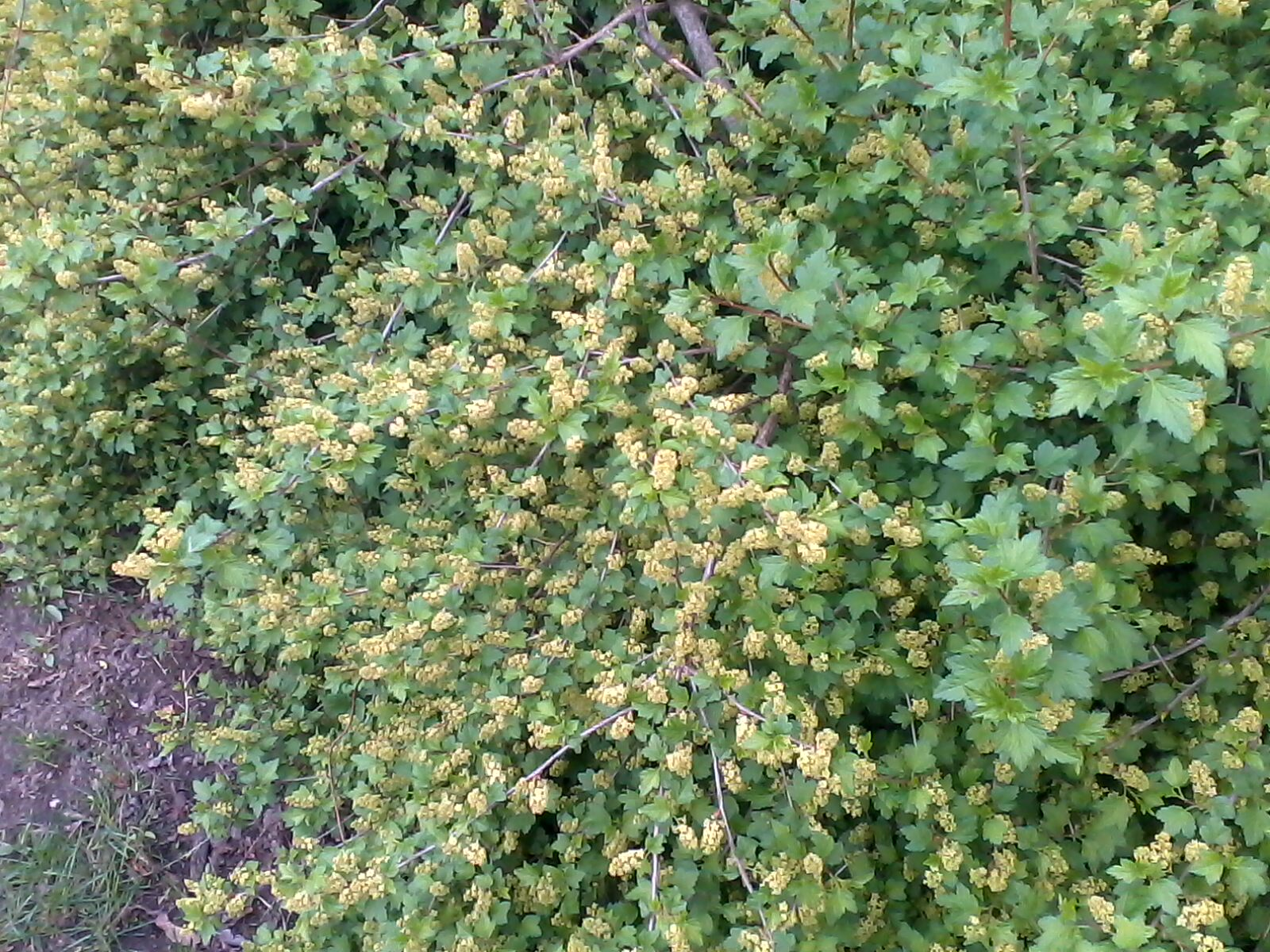
Groseillier des Alpes en fleurs.
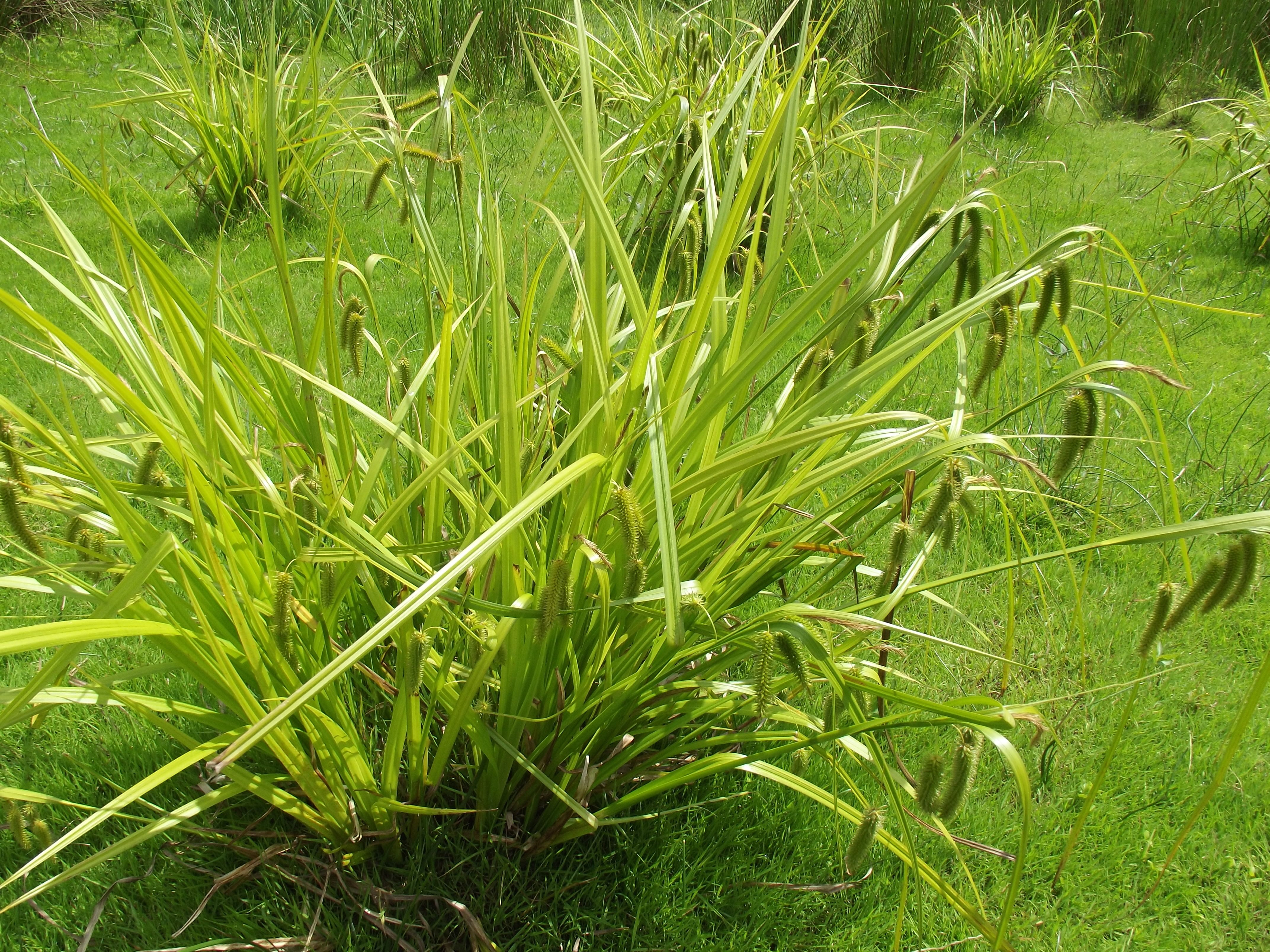
Laîche faux souchet.
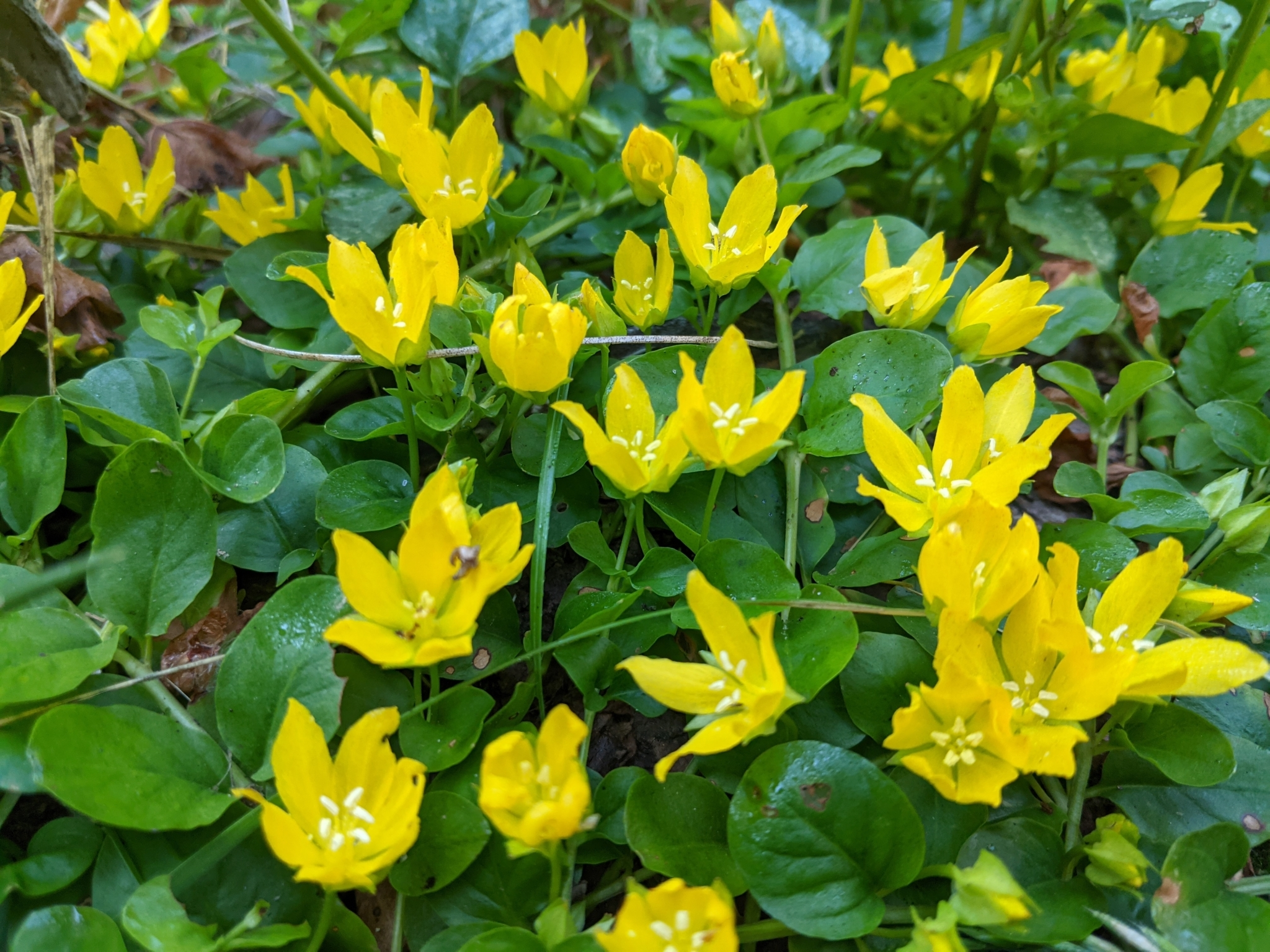
Fleurs de Lysimaque nummulaire.
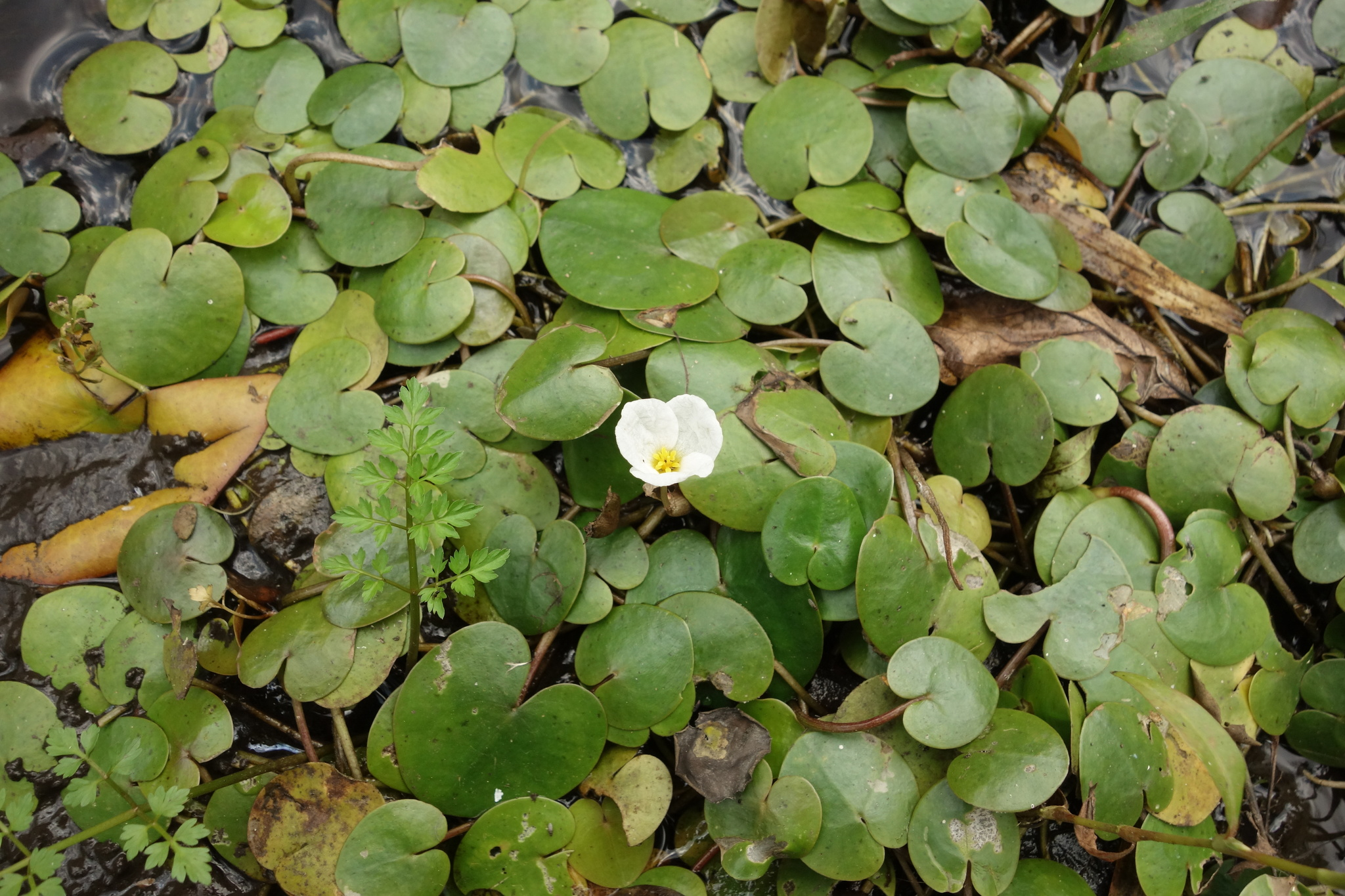
Morène.
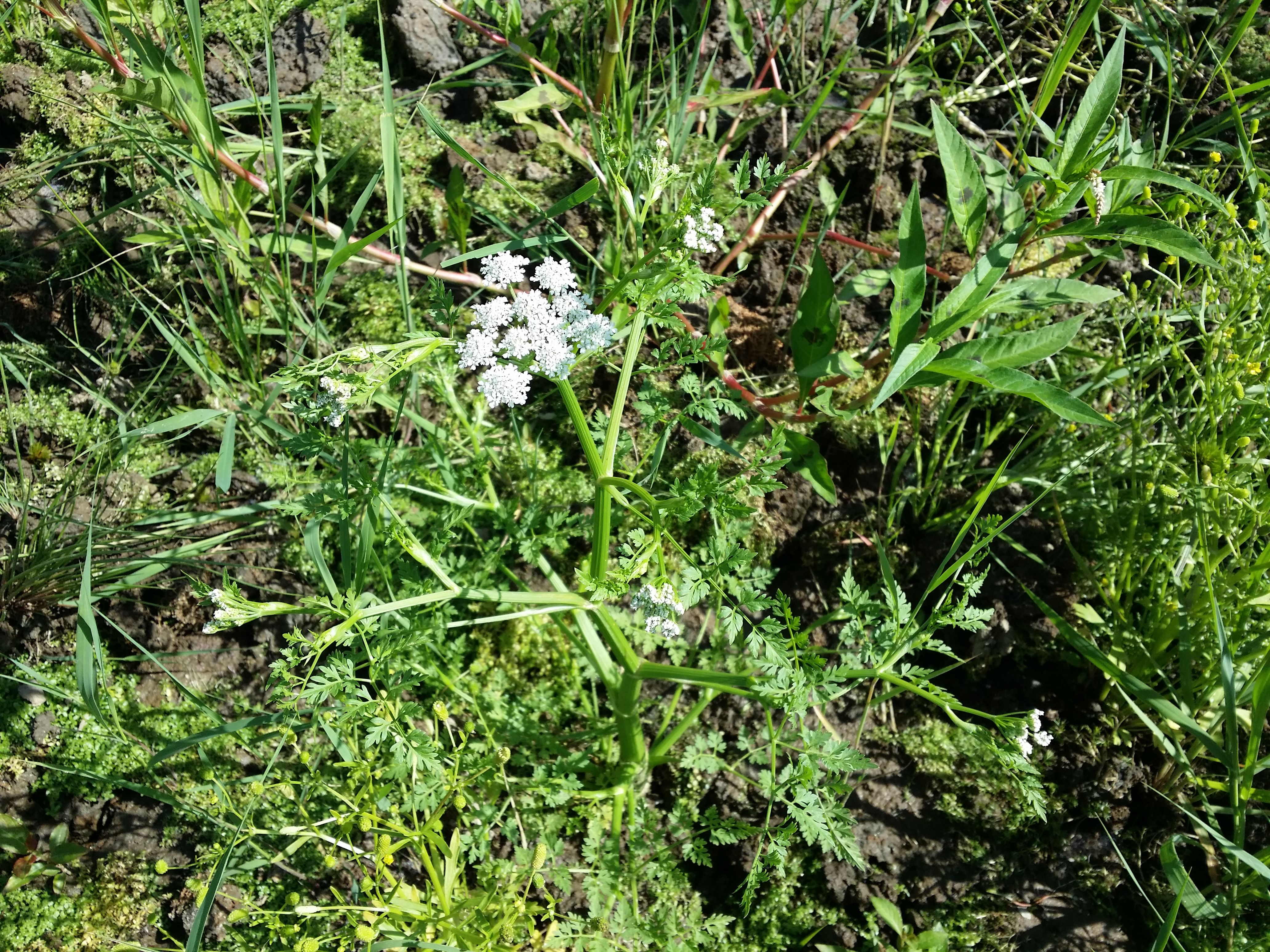
Œnanthe aquatique.

### Autres espèces végétales des zones Natura 2000 et des ZNIEFF detype 1
Le périmètre de la ZNIEFF « bassin versant de l'étang des Landes » englobe intégralement ceux de deux zones Natura 2000 « bassin de Gouzon » et « étang des Landes » et ceux de quatre ZNIEFF de type 1 : « bois des Landes », « étang de la Bastide », « étang des Landes » et « étang Tête de Bœuf ».
De ce fait, plus de 250 autres espèces végétales sont présentes sur la zone si l'on y ajoute celles recensées sur ces six zones. On y trouve notamment :
- une espèce de basidiomycètes : le Bolet à pied rouge (Neoboletus erythropus) ;
- cinq espèces de bryophites : Atrichum undulatum, une du genre Drepanocladus (de), l'Entosthodon fasciculé  (Entosthodon fascicularis (sv)), Hypnum chrysophyllum (vi) et Hypnum fluitans ;
- 244 espèces de phanérogames : l'Achillée millefeuille (Achillea millefolium), l'Achillée sternutatoire (Achillea ptarmica), l'Agrostide commune (Agrostis capillaris), l'Agrostide des chiens (Agrostis canina), l'Aigremoine élevée (Agrimonia procera), l'Aigremoine eupatoire (Agrimonia eupatoria ), l'Ajonc d'Europe (Ulex europaeus), l'Ajonc nain (Ulex minor), l'Angélique sauvage (Angelica sylvestris), l'Armoise commune (Artemisia vulgaris), l'Aubépine à un style (Crataegus monogyna), l'Aulne glutineux (Alnus glutinosa), l'Avoine élevée (Arrhenatherum elatius), la Baldingère faux-roseau (Phalaris arundinacea), la Barbarée commune (Barbarea vulgaris), la Benoîte commune (Geum urbanum), la Berce sphondyle (Heracleum sphondylium), le Bident penché (Bidens cernua), le Bident tripartite (Bidens tripartita), le Bouleau verruqueux (Betula pendula), la Bourdaine (Frangula alnus), la Brunelle commune (Prunella vulgaris), la Bruyère à quatre angles (Erica tetralix), la Bugle rampante (Ajuga reptans), le Caille-lait blanc (Galium mollugo), le Caille-lait jaune (Galium verum), la Callune (Calluna vulgaris), la Campanule raiponce (Campanula rapunculus), la Canche des marais (Deschampsia setacea), la Cardamine des prés (Cardamine pratensis), la Carotte sauvage (Daucus carota), le Carum verticillé (Trocdaris verticillatum), la Centaurée à feuilles de navet (Centaurea napifolia (it)), la Centaurée jacée (Centaurea jacea), le Charme commun (Carpinus betulus), le Chêne pédonculé (Quercus robur), le Chèvrefeuille des bois (Lonicera periclymenum), le Cirse bulbeux (Cirsium tuberosum), le Cirse commun (Cirsium vulgare), le Cirse des champs (Cirsium arvense), le Cirse des marais (Cirsium palustre), le Comaret des marais (Comarum palustre), le Compagnon blanc (Silene latifolia), le Cornifle immergé (Ceratophyllum demersum), le Cornouiller sanguin (Cornus sanguinea), le Corydale à bulbe plein (Corydalis solida), la Cucubale couchée (Silene baccifera), le Dactyle pelotonné (Dactylis glomerata), la Danthonie retombante (Danthonia decumbens), la Douce-amère (Solanum dulcamara), l'Écuelle d'eau (Hydrocotyle vulgaris), l'Élodée du Canada (Elodea canadensis), l'Épiaire des bois (Stachys sylvatica), l'Épiaire officinale (Stachys officinalis), l'Épicéa commun (Picea abies), l'Épilobe à grandes fleurs (Epilobium hirsutum), l'Épilobe à petites fleurs (Epilobium parviflorum), l'Épilobe à tiges carrées (Epilobium tetragonum), l'Épilobe en épi (Epilobium angustifolium), l'Épilobe vert foncé (Epilobium obscurum), l'Érable champêtre (Acer campestre), l'Euphorbe d'Illyrie (Euphorbia illirica (de)), l'Euphorbe d'Irlande (Euphorbia hyberna), l'Euphorbe poilue (Euphorbia villosa), la Flouve odorante (Anthoxanthum odoratum), le Flûteau fausse-renoncule (Baldellia ranunculoides), le Flûteau rampant (Baldellia repens (sv)), le Fraisier des bois (Fragaria vesca), le Frêne élevé (Fraxinus excelsior), le Fusain d'Europe (Euonymus europaeus), le Gaillet aquatique (Galium uliginosum), le Gaillet croisette (Cruciata laevipes), le Gaillet des marais (Galium palustre), le Genêt à balais (Cytisus scoparius), le Genêt d'Angleterre (Genista anglica), le Genêt des teinturiers (Genista tinctoria), le Genévrier commun (Juniperus communis), le Géranium fluet (Geranium pusillum), le Géranium Herbe à Robert (Geranium robertianum), la Germandrée scorodoine (Teucrium scorodonia), la Gesse des montagnes (Lathyrus linifolius var. montanus), la Gesse des prés (Lathyrus pratensis), la Glycérie flottante (Glyceria fluitans), le Gnaphale blanc jaunâtre (Pseudognaphalium luteoalbum), le Gnaphale des mares (Gnaphalium uliginosum), le Grand Plantain (Plantago major), le Grand plantain d'eau (Alisma plantago-aquatica), la Grande ortie (Urtica dioica), la Gratiole officinale (Gratiola officinalis), le Grémil des champs (Buglossoides arvensis), l'Hélianthème commun (Helianthemum nummularium), la Houlque laineuse (Holcus lanatus), l'Isnardie des marais (Ludwigia palustris), l'Iris faux acore (Iris pseudacorus), la Jasione des montagnes (Jasione montana), le Jonc à fruits luisants (Juncus articulatus), le Jonc à tépales aigus (Juncus acutiflorus), le Jonc bulbeux (Juncus bulbosus), le Jonc des crapauds (Juncus bufonius), le Jonc des vasières (Juncus tenageia), le Jonc épars (Juncus effusus), le Jonc glauque (Juncus inflexus), la Laîche aiguë (Carex acuta), la Laîche des bois (Carex sylvatica), la Laîche des montagnes (Carex montana), la Laîche des renards (Carex vulpina), la Laîche des rives (Carex riparia), la Laîche écailleuse (Carex lepidocarpa (de)), la Laîche faux souchet (Carex pseudocyperus), la Laiche hérissée (Carex hirta), la Laîche millet (Carex panicea), la Laîche noire (Carex nigra), la Laîche pâle (Carex pallescens), la Laîche vésiculeuse (Carex vesicaria), le Laiteron maraîcher (Sonchus oleraceus), le Laiteron piquant (Sonchus asper), la Laitue vireuse (Lactuca virosa), la Lampsane commune (Lapsana communis), la Léersie faux-riz (Leersia oryzoides), le Lierre grimpant (Hedera helix), la Linaire commune (Linaria vulgaris), la Linaire rampante  (Linaria repens), le Liseron des champs (Convolvulus arvensis), le Lotier corniculé (Lotus corniculatus), le Lotier des marais (Lotus pedunculatus), la Luzule champêtre (Luzula campestris), le Lycope d'Europe (Lycopus europaeus), la Lysimaque commune (Lysimachia vulgaris), le Maïanthème à deux feuilles (Maianthemum bifolium), la Marguerite commune (Leucanthemum vulgare), la Massette à feuilles étroites (Typha angustifolia), la Massette à larges feuilles (Typha latifolia), la Mauve à feuilles rondes (Malva neglecta), la Mauve musquée (Malva moschata), le Mélampyre des prés  (Melampyrum pratense), la Menthe aquatique (Mentha aquatica), la Menthe des champs (Mentha arvensis), la Menthe pouliot (Mentha pulegium), le Millepertuis à quatre ailes (Hypericum tetrapterum), le Millepertuis des marais (Hypericum elodes), le Millepertuis élégant (Hypericum pulchrum), le Millepertuis perforé (Hypericum perforatum), la Molinie bleue (Molinia caerulea), le Muguet de mai (Convallaria majalis), le Myosotis des marais (Myosotis scorpioides), le Myriophylle à feuilles alternes (Myriophyllum alterniflorum), le Myriophylle en épis (Myriophyllum spicatum), le Myriophylle verticillé (Myriophyllum verticillatum), la Naïade marine (Najas marina), le Nénuphar blanc (Nymphaea alba), le Nénuphar jaune (Nuphar lutea), le Noisetier (Corylus avellana), l'Œillet arméria (Dianthus armeria), l'Œnanthe aquatique (Oenanthe aquatica), l'Œnanthe fistuleuse (Oenanthe fistulosa), l'Orchis tacheté (Dactylorhiza maculata), l'Orme champêtre (Ulmus minor), l'Osier pourpre (Salix purpurea), la Pâquerette (Bellis perennis), la Passerage de Virginie (Lepidium virginicum), la Patience agglomérée (Rumex conglomeratus), la Patience crépue (Rumex crispus), le Petit Rhinanthe (Rhinanthus minor), la Petite centaurée délicate (Centaurium pulchellum), la Petite lentille d’eau (Lemna minor), la Petite scutellaire (Scutellaria minor), la Piloselle (Pilosella officinarum), le Pissenlit (Taraxacum sect. Ruderalia), le Plantain corne-de-cerf (Plantago coronopus), le Plantain d'eau à feuilles lancéolées (Alisma lanceolatum), le Plantain lancéolé (Plantago lanceolata), le Poirier à feuilles en cœur (Pyrus cordata), le Potamot à feuilles de graminée (Potamogeton gramineus), le Potamot à feuilles de Renouée (Potamogeton polygonifolius), le Potamot crépu (Potamogeton crispus), le Potamot filiforme (Potamogeton trichoides), le Potamot nageant (Potamogeton natans), le Potamot nain (Potamogeton pusillus), le Potamot perfolié (Potamogeton perfoliatus), la Potentille argentée (Potentilla argentea), la Potentille ansérine (Potentilla anserina), la Potentille rampante (Potentilla reptans), la Potentille tormentille (Potentilla erecta), la Primevère élevée (Primula elatior), le Prunellier (Prunus spinosa), la Pulicaire commune (Pulicaria vulgaris), la Pulmonaire à feuilles étroites (Pulmonaria angustifolia), la Reine-des-prés (Filipendula ulmaria), la Renoncule bulbeuse (Ranunculus bulbosus), la Renoncule des champs (Ranunculus arvensis), la Renoncule flammette (Ranunculus flammula), la Renoncule rampante (Ranunculus repens), la Renouée amphibie (Persicaria amphibia), la Renouée des oiseaux (Polygonum aviculare), la Renouée persicaire (Persicaria maculosa), la Renouée poivre d'eau (Persicaria hydropiper), la Ronce commune (Rubus fruticosus), le Roseau commun (Phragmites australis), le Rorippe amphibie (Rorippa amphibia), le Roseau commun (Phragmites australis), le Rosier des champs (Rosa arvensis), le Rosier des chiens (Rosa canina), le Rubanier d'eau (Sparganium erectum), le Rubanier émergé (Sparganium emersum), la Salicaire commune (Lythrum salicaria), la Salicaire pourpier (Lythrum portula), le Sapin commun (Abies alba), la Sariette commune (Clinopodium vulgare), le Saule à oreillettes (Salix aurita), le Saule roux (Salix atrocinerea), le Scirpe à nombreuses tiges (Eleocharis multicaulis), le Scirpe aigu (Schoenoplectus acutus), le Scirpe des bois (Scirpus sylvaticus), le Scirpe des marais (Eleocharis palustris), le Scirpe épingle (Eleocharis acicularis), la Scorsonère des prés (Scorzonera humilis), la Scrofulaire noueuse (Scrophularia nodosa), la Scutellaire à casque (Scutellaria galericulata), le Séneçon à feuilles de Barbarée Jacobaea erratica (it), le Séneçon de Jacob (Jacobaea vulgaris), le Silène enflé (Silene vulgaris), la Stellaire graminée (Stellaria graminea), la Succise des prés (Succisa pratensis), le Tabouret à odeur d'ail (Mummenhoffia alliacea (de)), le Tamier commun (Dioscorea communis), le Trèfle blanc (Trifolium repens), le Trèfle des prés (Trifolium pratense), le Trèfle hybride (Trifolium hybridum), le Tremble (Populus tremula), le Troène commun (Ligustrum vulgare), l'Utriculaire commune (Utricularia vulgaris), l'Utriculaire vulgaire (Utricularia vulgaris), la Valériane dioïque (Valeriana dioica), la Valériane officinale (Valeriana officinalis), la Vergerette du Canada (Conyza canadensis), la Véronique des ruisseaux (Veronica beccabunga), la Véronique en écus (Veronica scutellata), la Véronique officinale (Veronica officinalis), la Vesce craque (Vicia cracca), la Vesce hérissée (Vicia hirsuta), la Violette de Rivinus (Viola riviniana), la Viorne obier (Viburnum opulus), la Vulpie queue-de-rat (Vulpia myuros) et le Vulpin genouillé (Alopecurus geniculatus) ;
- six espèces de ptéridophytes : le Dryoptéris des chartreux (Dryopteris carthusiana), la Fougère-aigle (Pteridium aquilinum), la Fougère femelle (Athyrium filix-femina), la Prêle des champs (Equisetum arvense), la Prêle des eaux (Equisetum fluviatile) et la Prêle des marais (Equisetum palustre).

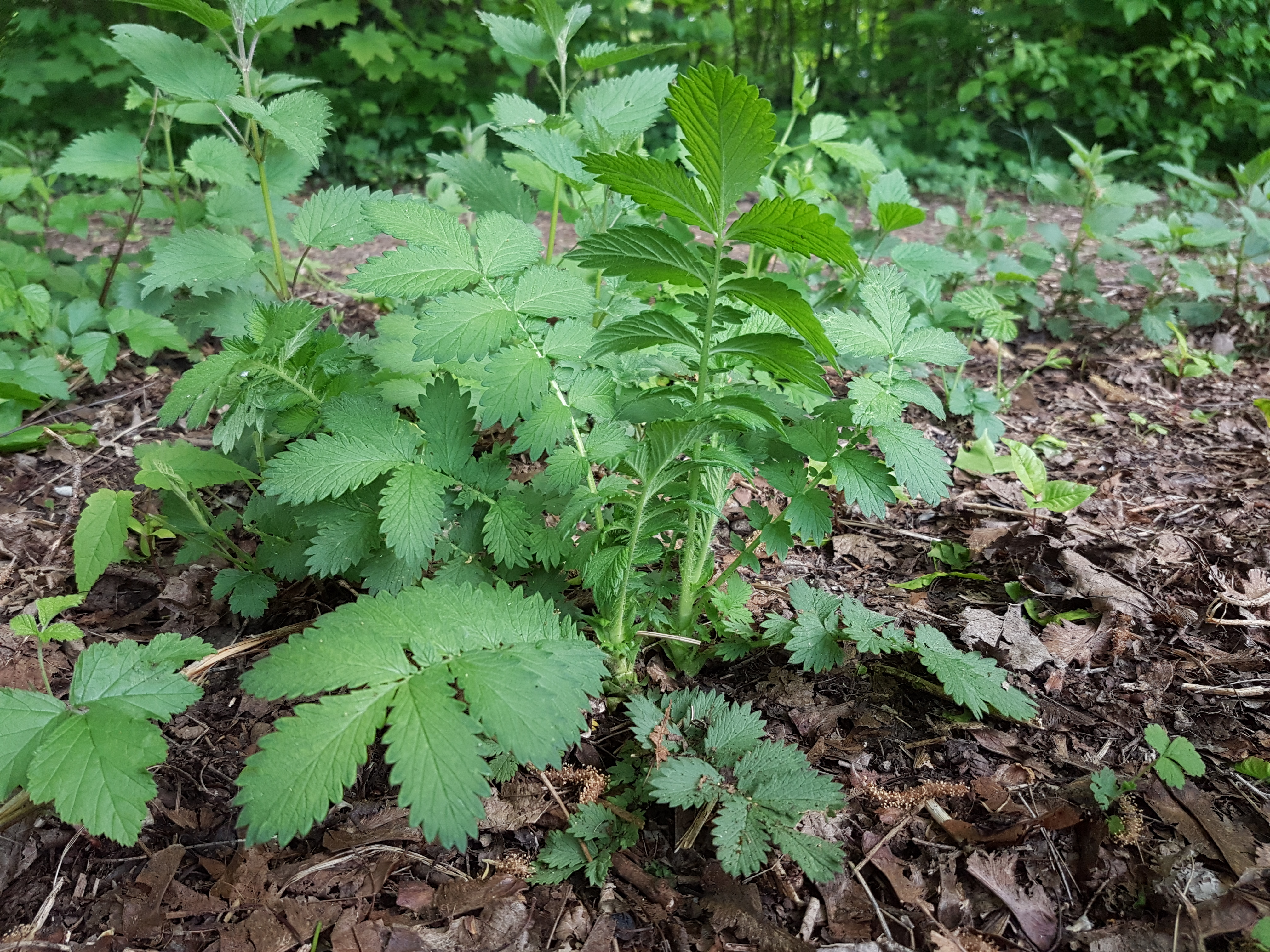
Aigremoine élevée.
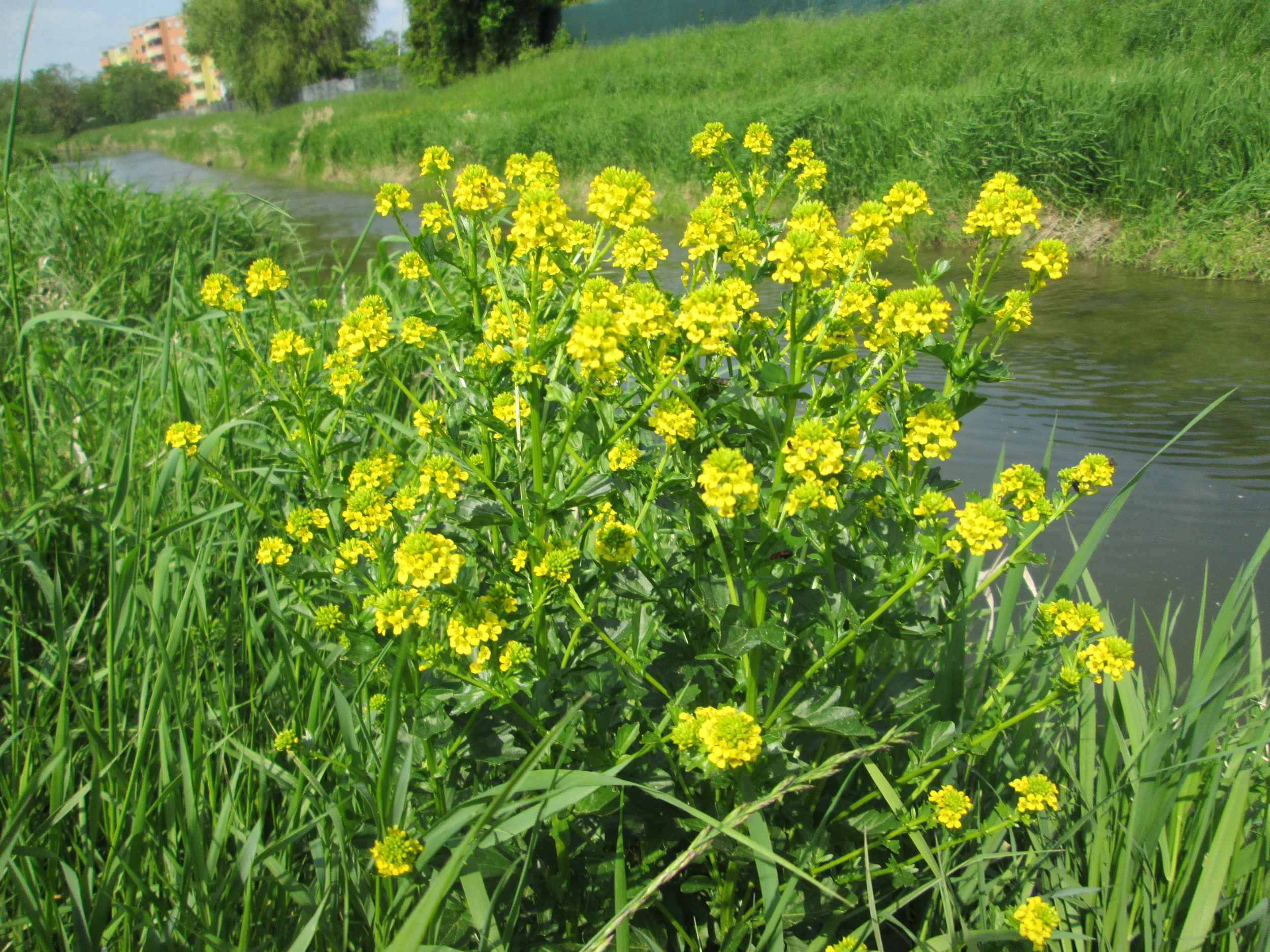
Barbarée commune.
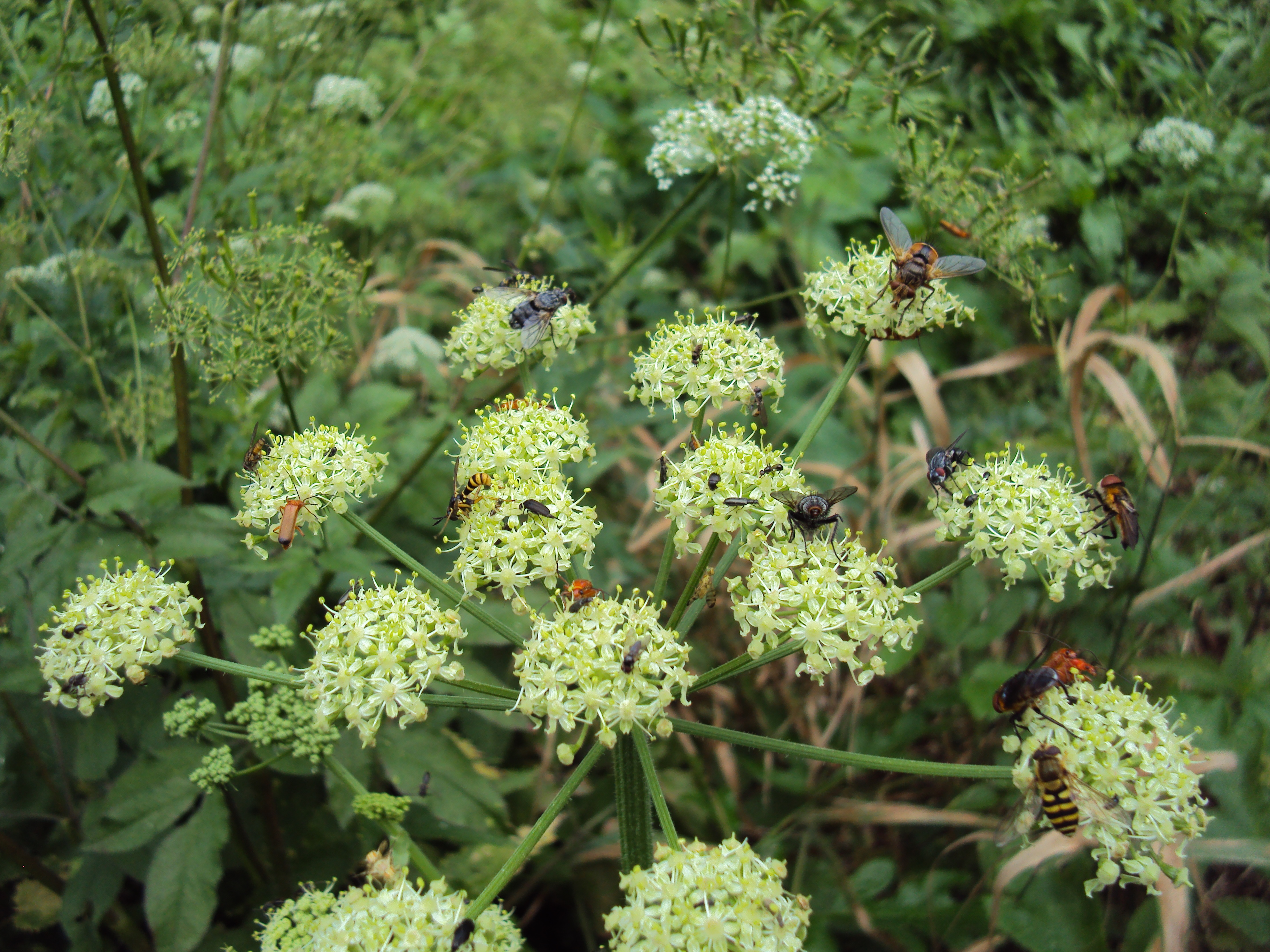
Berce sphondyle en fleurs.
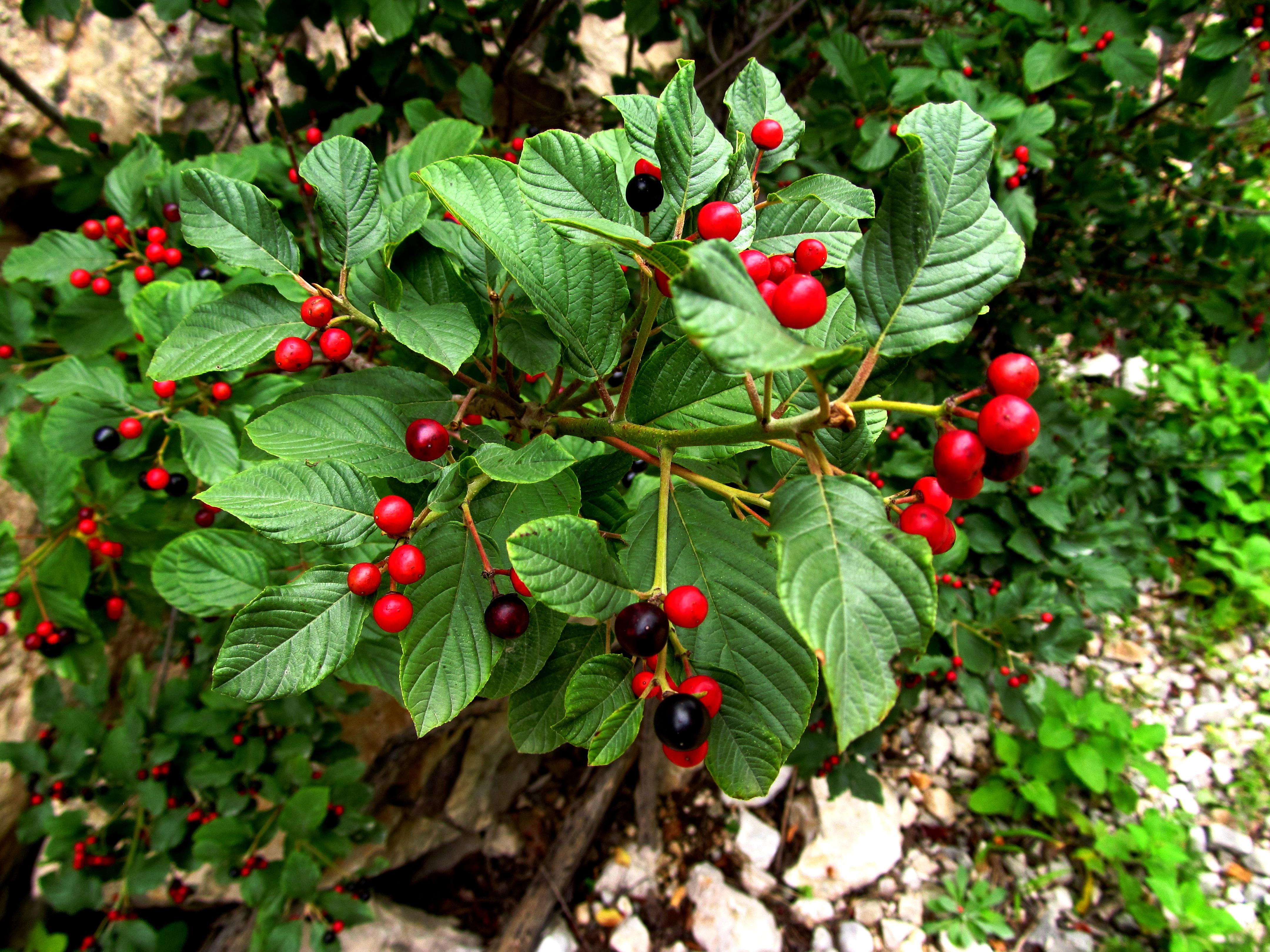
Fruits de Bourdaine.
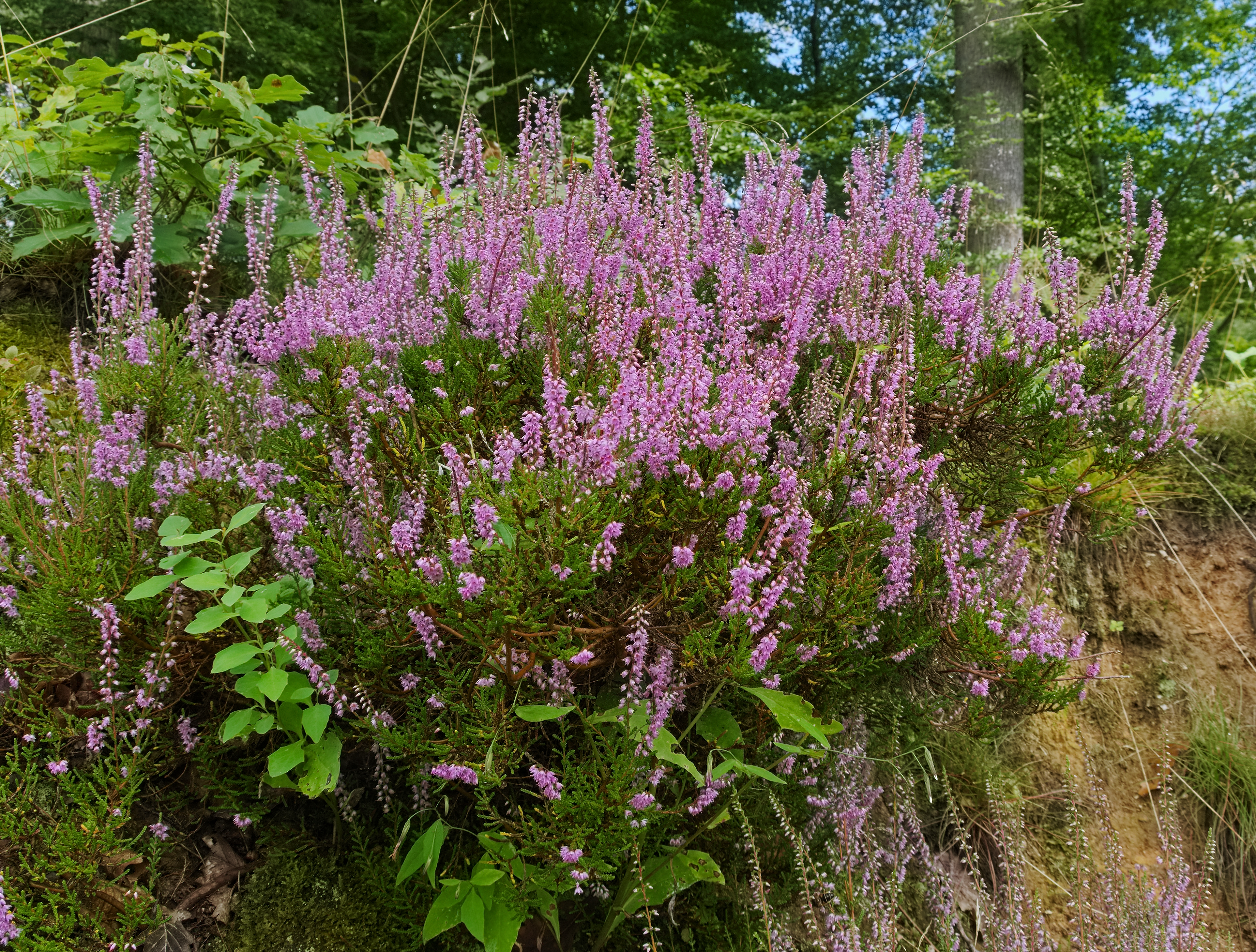
Callunes.
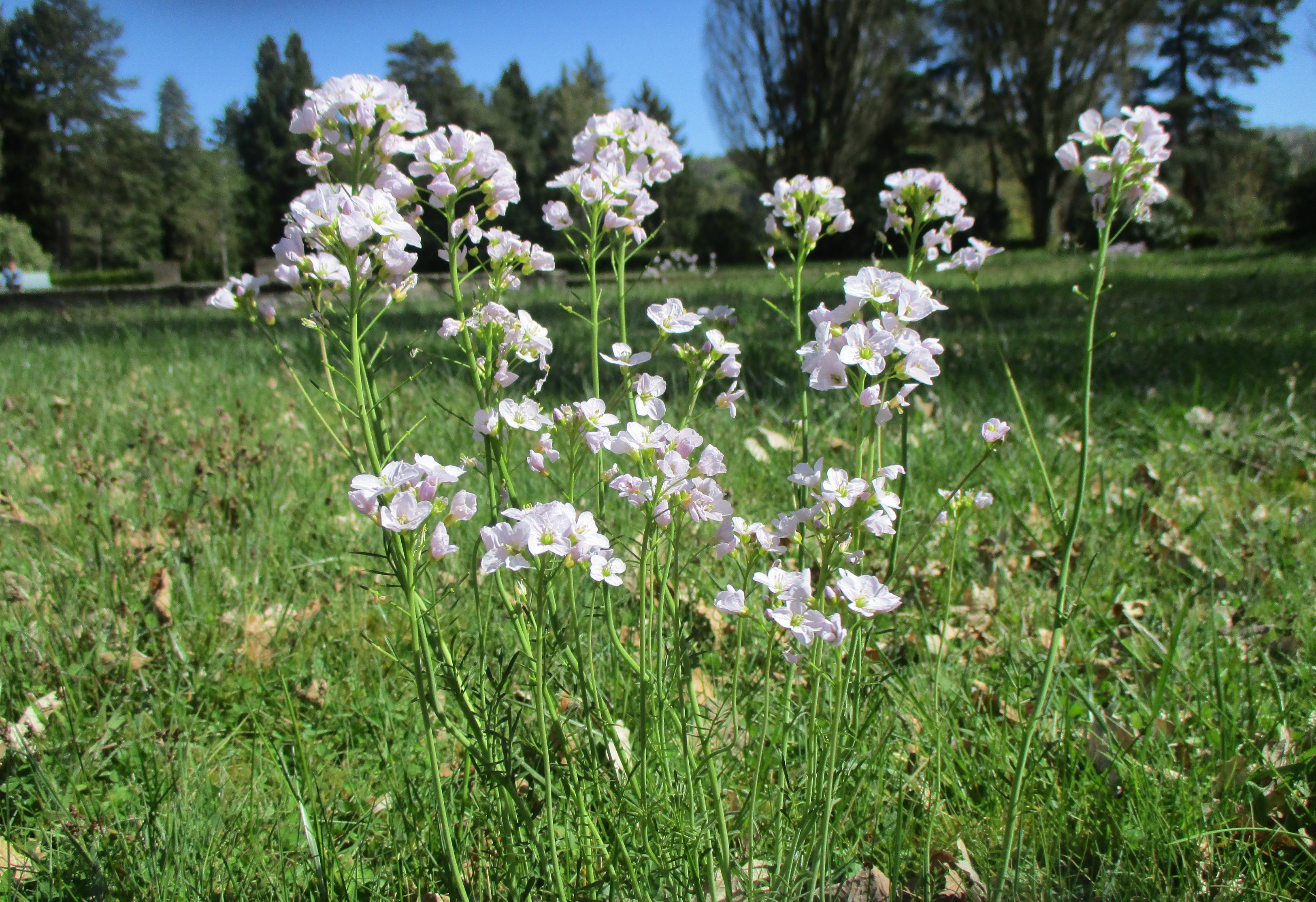
Fleurs de Cardamine des prés.
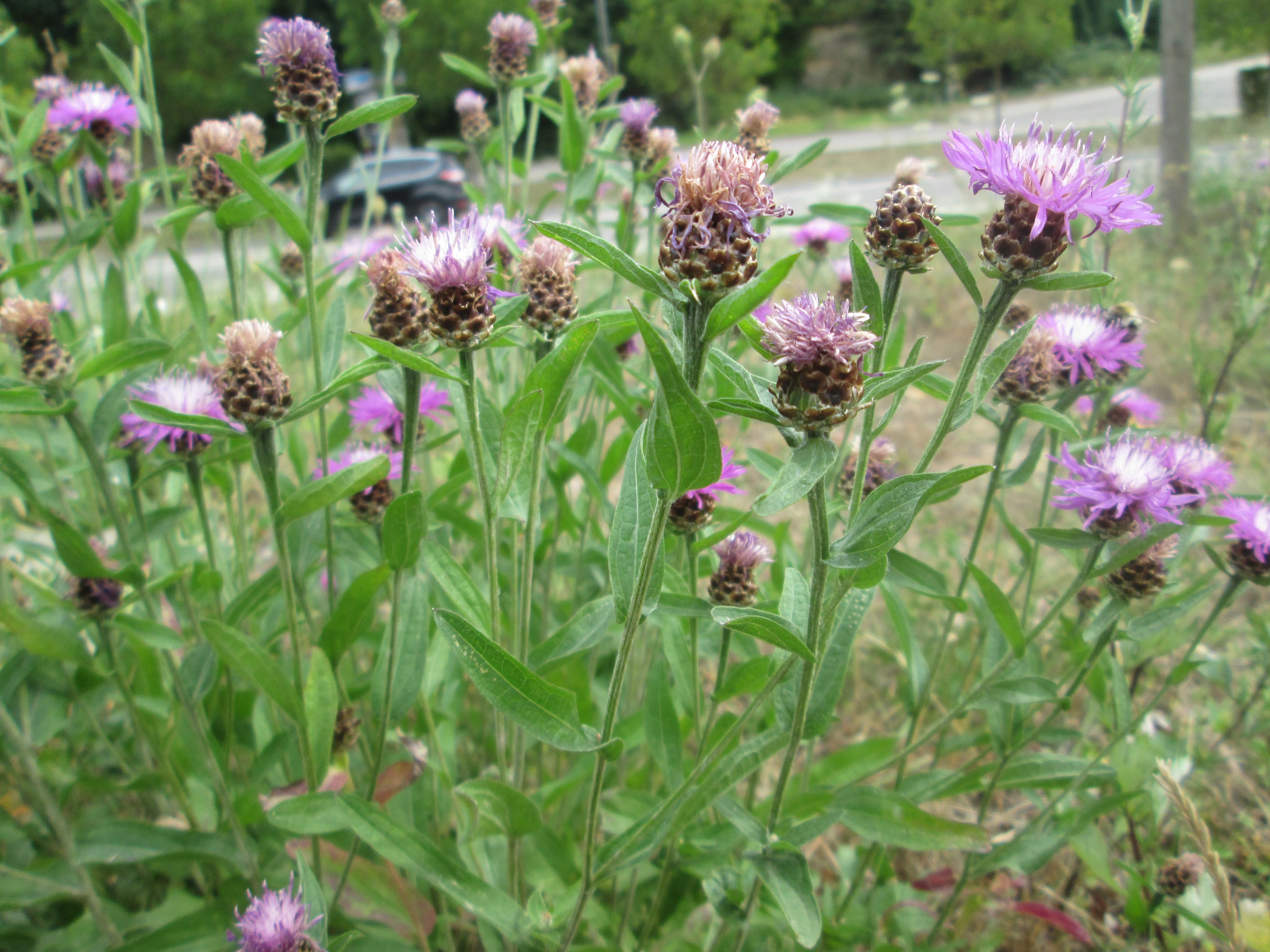
Fleurs de Centaurée jacée.
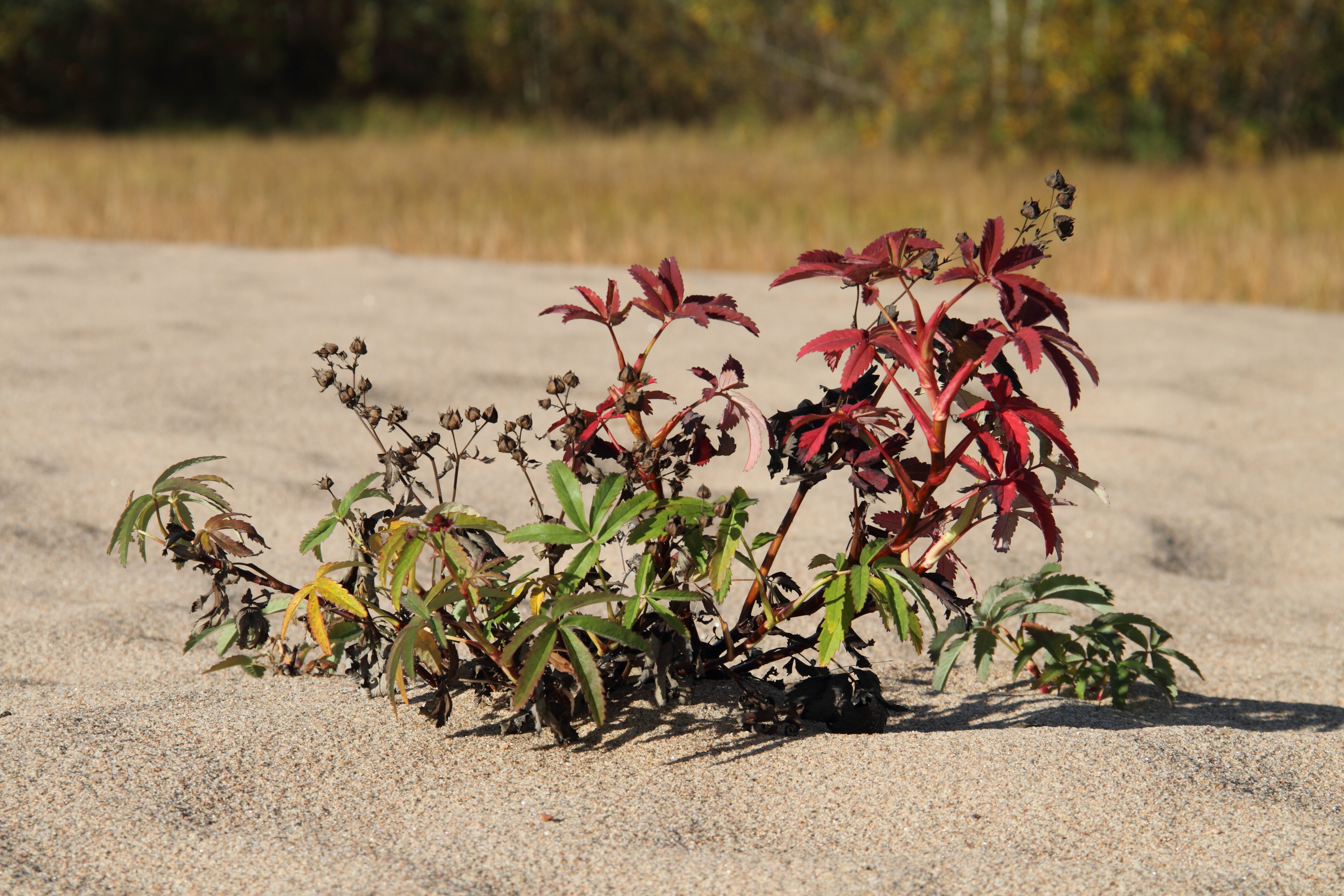
Comaret des marais.
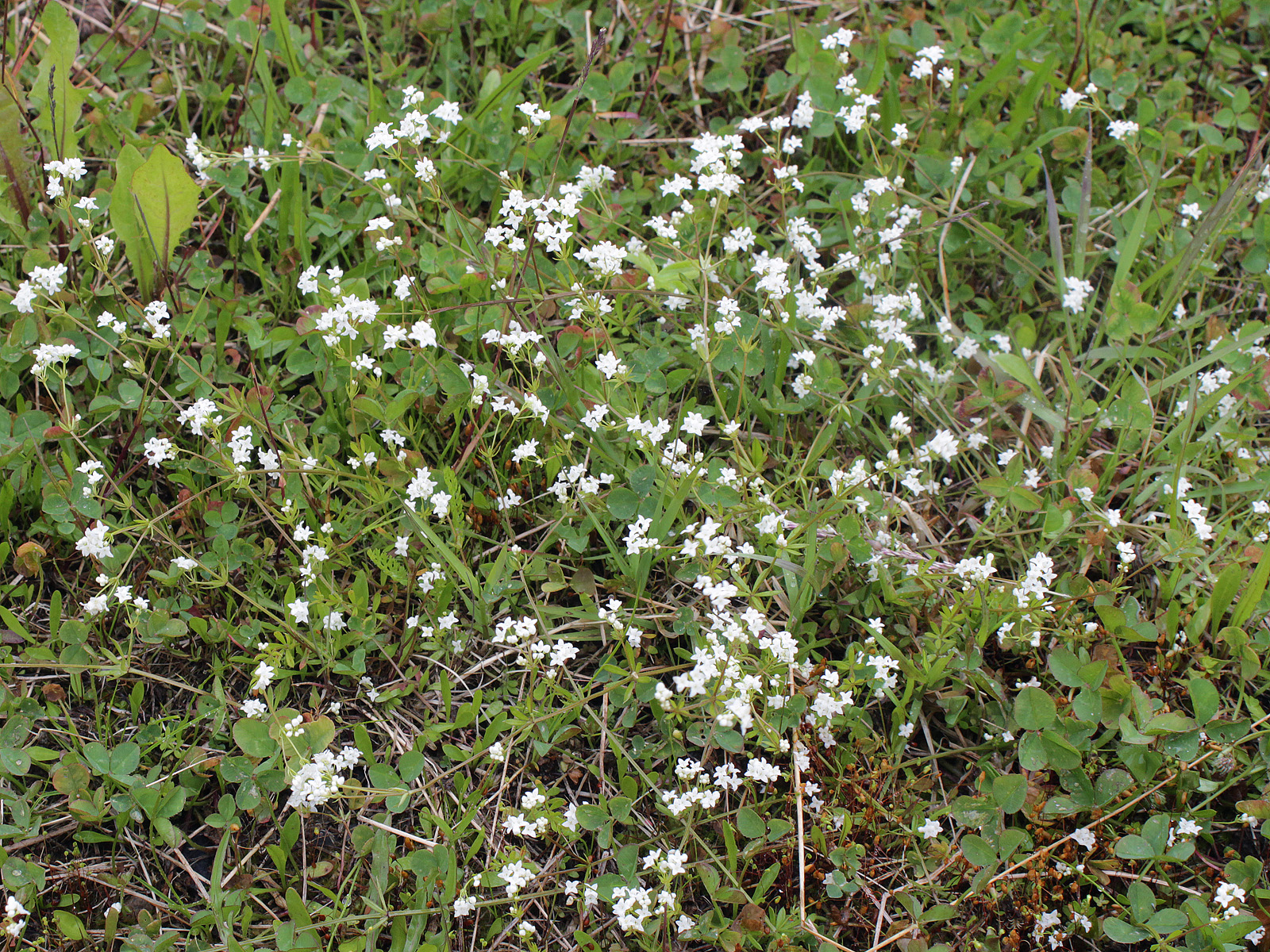
Gaillet aquatique.
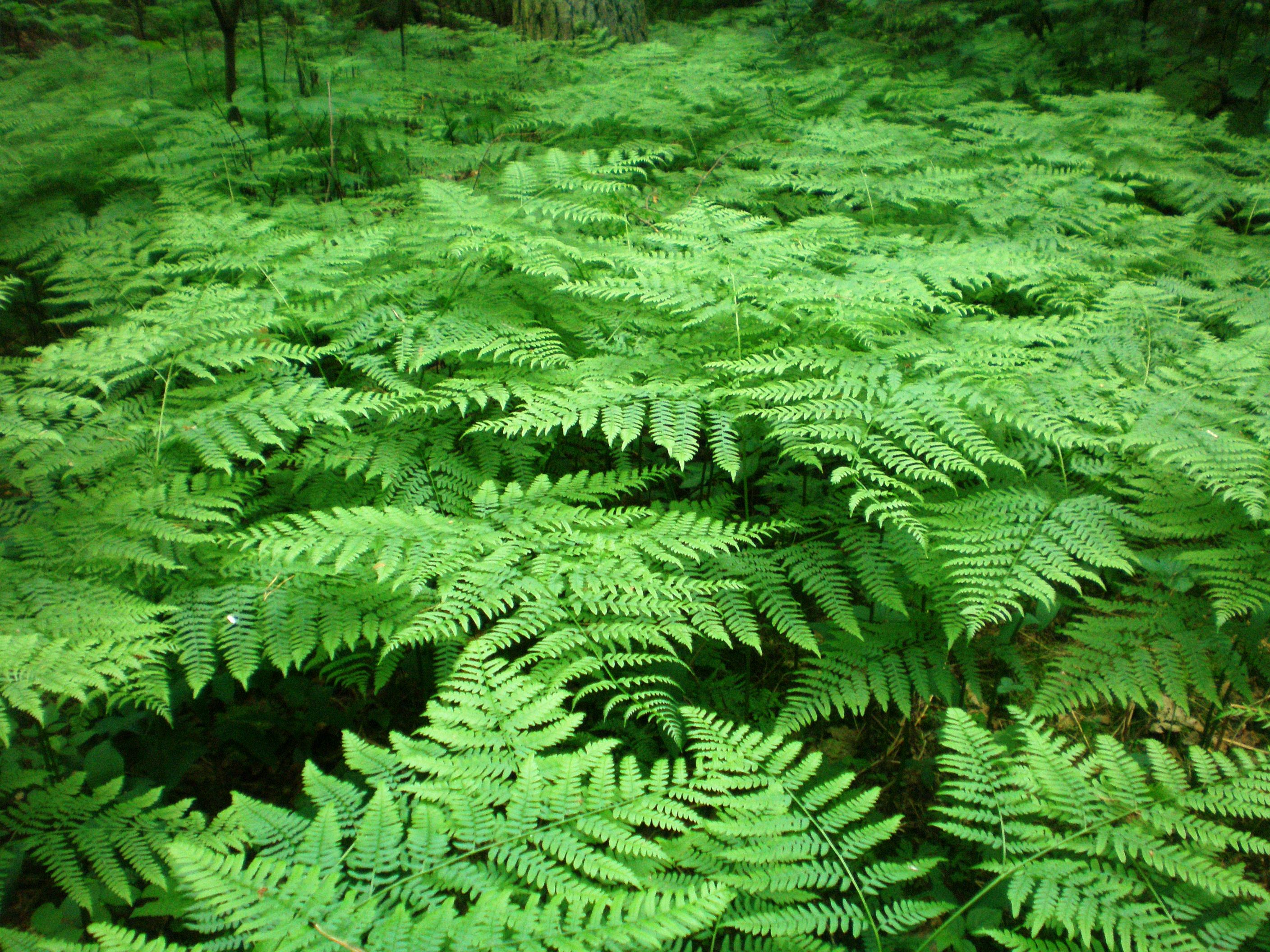
Fougères aigles.

### Protection de la flore

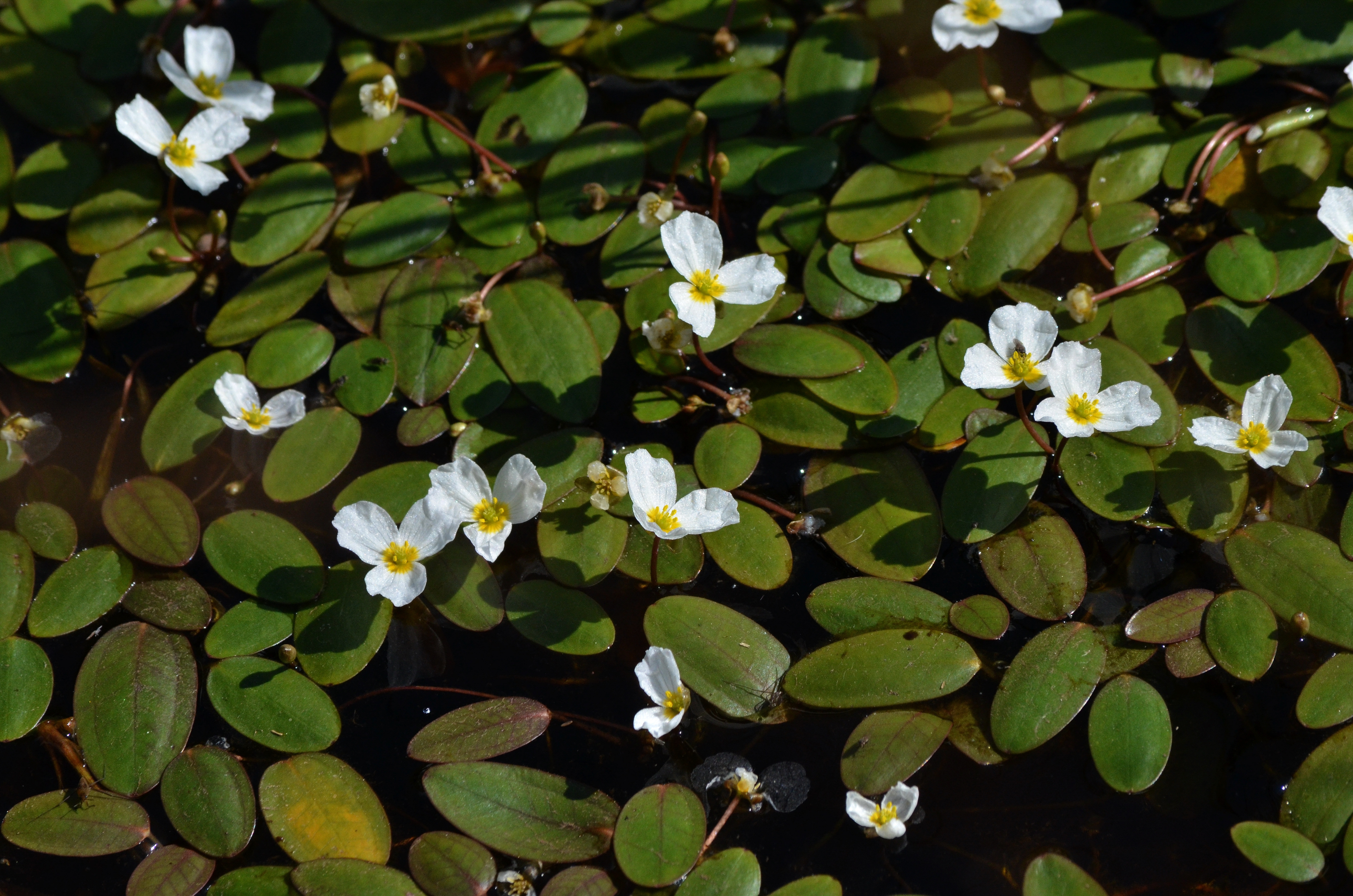
Flûteaux nageants en fleurs.

Parmi les plantes présentes sur le site, le Flûteau nageant est protégé au titre de la Directive habitats de l'Union européenne ; cette espèce ainsi que la Boulette d'eau, la Grande douve et la Littorelle à une fleur sont également protégées sur l'ensemble du territoire français.